# Mate (infusión)
El mate (en guaraní, ka’ay) es una infusión a base de hojas de yerba mate (Ilex paraguariensis), planta originaria de las cuencas de los ríos Paraguay y Paraná, en Sudamérica.  La yerba mate está formada por hojas que son secadas, cortadas y molidas, que tienen sabor amargo debido a los taninos que contienen. Comúnmente se toma amargo, aunque también puede endulzarse con azúcar, estevia u otros endulzantes no calóricos. Al agregar agua a la infusión se genera espuma debido a los glucósidos que la yerba mate contiene. 
Es consumido en América desde la época prehispánica por algunas etnias de origen tupí-guaraní, como los avá, los mbyá y los kaiowa, y también, en menor medida, por otras etnias que realizaban comercio con ellos, como los ñandevá, los taluhets (pampas antiguos) y los qom (tobas). Asimismo, fue adoptado rápidamente por los colonizadores españoles y quedó como parte del acervo cultural principalmente en Paraguay, Argentina, Uruguay, Chile, Bolivia, y Sur de Brasil. A su vez, es consumido en Siria gracias a migrantes sirios en Argentina que llevaron el producto a su país natal y el Líbano.
Se estima que los niveles de la cafeína de una porción de mate rondan el 30% de los de una porción de café. Anteriormente, se pensaba que tenía un energizante similar pero no igual, al que se llamaba «mateína». Además, se le suma un efecto diurético, que es compensado por el alto consumo de agua que se realiza cuando se «matea», resultando así una infusión digestiva, depuradora y ―al poseer antioxidantes― preservadora del organismo. Como las otras infusiones mencionadas, el mate tiene cierta acidez, razón por la que muchas veces se le añaden ―en escasas proporciones― otras hierbas (digestivas, reguladoras de la función hepática, sedantes, etc.) que logran neutralizar la acidez como también compensar el ligero efecto estimulante de la cafeína.
El país con el mayor consumo total de mate en el mundo es Brasil, aunque solo el 20% de su población lo consume. En cambio, Paraguay, Argentina y Uruguay destacan por tener un mayor porcentaje de consumidores de mate en relación con su población total.

## Accesorios
Tradicionalmente, se bebe caliente mediante un sorbete denominado bombilla colocado en un pequeño recipiente, que es denominado ―según la zona― «mate», «cuia», «porongo» o «guampa», que contiene la infusión.

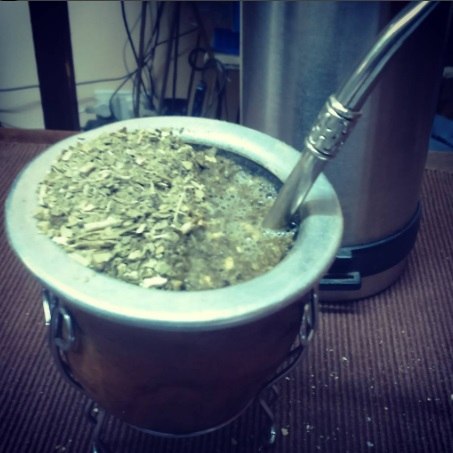
Mate amargo cebado con montañita de yerba seca y agua caliente a aproximadamente 80 °C.

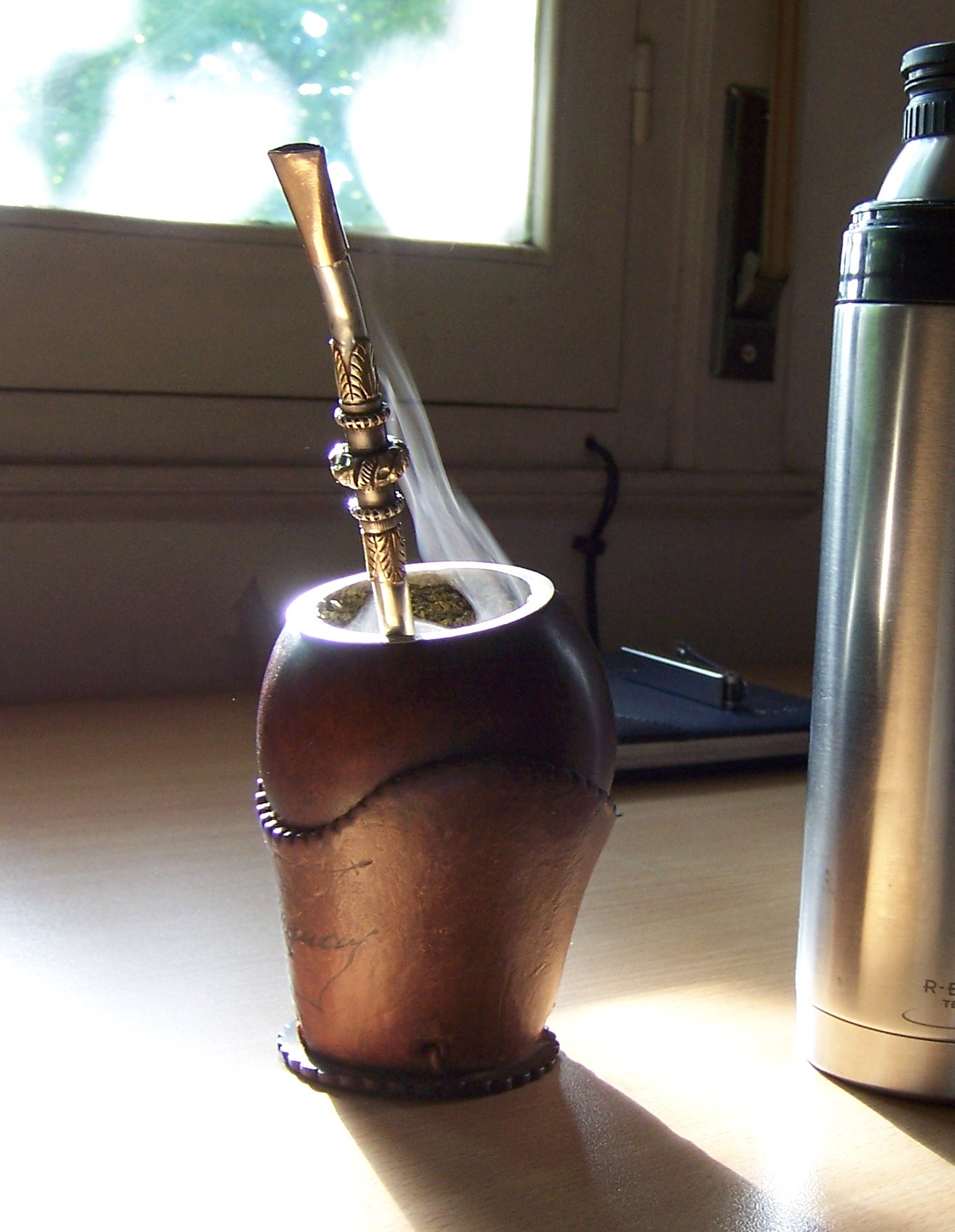
Mate sin montañita de yerba seca recién cebado.

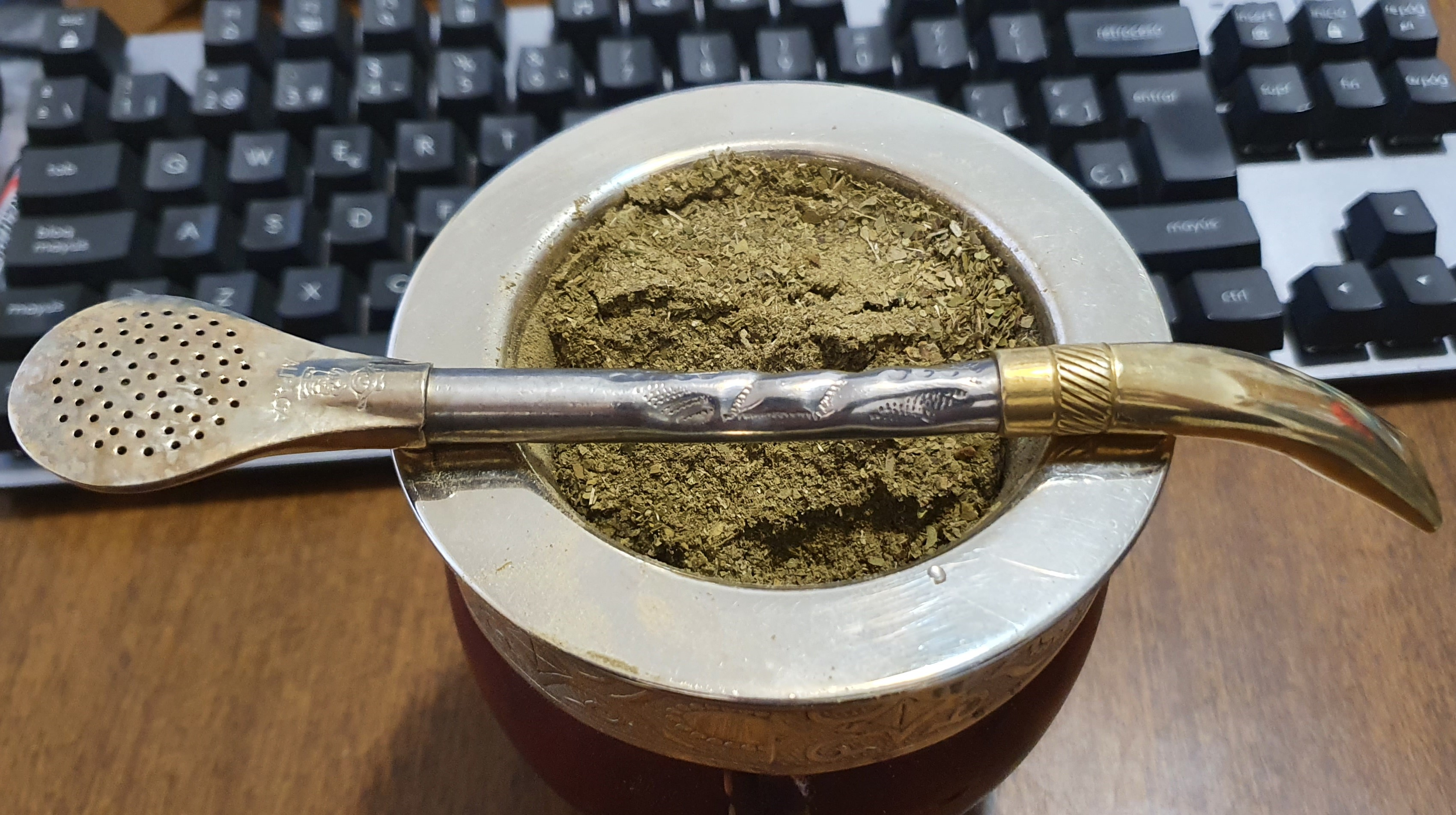
Esperando que se hinche la yerba.

Por lo común, se distingue al recipiente llamado «porongo» del llamado «mate» por ser el primero de mayores dimensiones y de boca ancha. Aunque se obtienen normalmente del porongo (Lagenaria siceraria), una cucurbitácea cuyo fruto tiene una corteza fuerte y leñosa apta para ser usada como recipiente, desde tiempos virreinales se han realizado mates de plata, cuerno vacuno (guampa), porcelana, vidrio, madera (en general quebracho o palo santo) o pezuña de toro labrada.

## Nombre científico
El nombre científico es Ilex paraguariensis. Ilex es un género de plantas con unas 400 especies aceptadas, y paraguariensis debido a la entonces llamada Provincia Paraguaria. Es decir, se denominó así a la yerba mate debido a la región donde naturalmente crecía y se consumía esta infusión, esto era en la zona de las Misiones jesuíticas guaraníes, las cuales se ubicaban en la antigua Provincia Paraguaria.

## Etimología
Al llegar los ibéricos a Sudamérica, notaron que algunas etnias practicaban el ritual de juntarse a beber una infusión que los avá llamaban «kaay», siendo «ka’á» ‘hierba’, e «y» ‘agua’.
La expresión «mate» nace del vocablo quechua «matí», que significa calabaza (el recipiente para beber mate suele ser hecho de calabaza). El mismo se tomaba a través de una cañita denominada «tacuarí», en cuyo extremo se colocaba una semilla ahuecada que hacía las veces de filtro.
También, se lo ha llamado «té del Paraguay» u «oro verde», por el alto valor que tuvo sobre todo en tiempos virreinales. Por extensión, los conquistadores denominaron de esta manera a la infusión elaborada a partir de la yerba (Ílex paraguariensis).
En portugués se lo llama chimarrão (‘cimarrón’, 'salvaje'), aunque especialmente en el sur de Brasil también se utiliza la palabra «mate».

## Historia

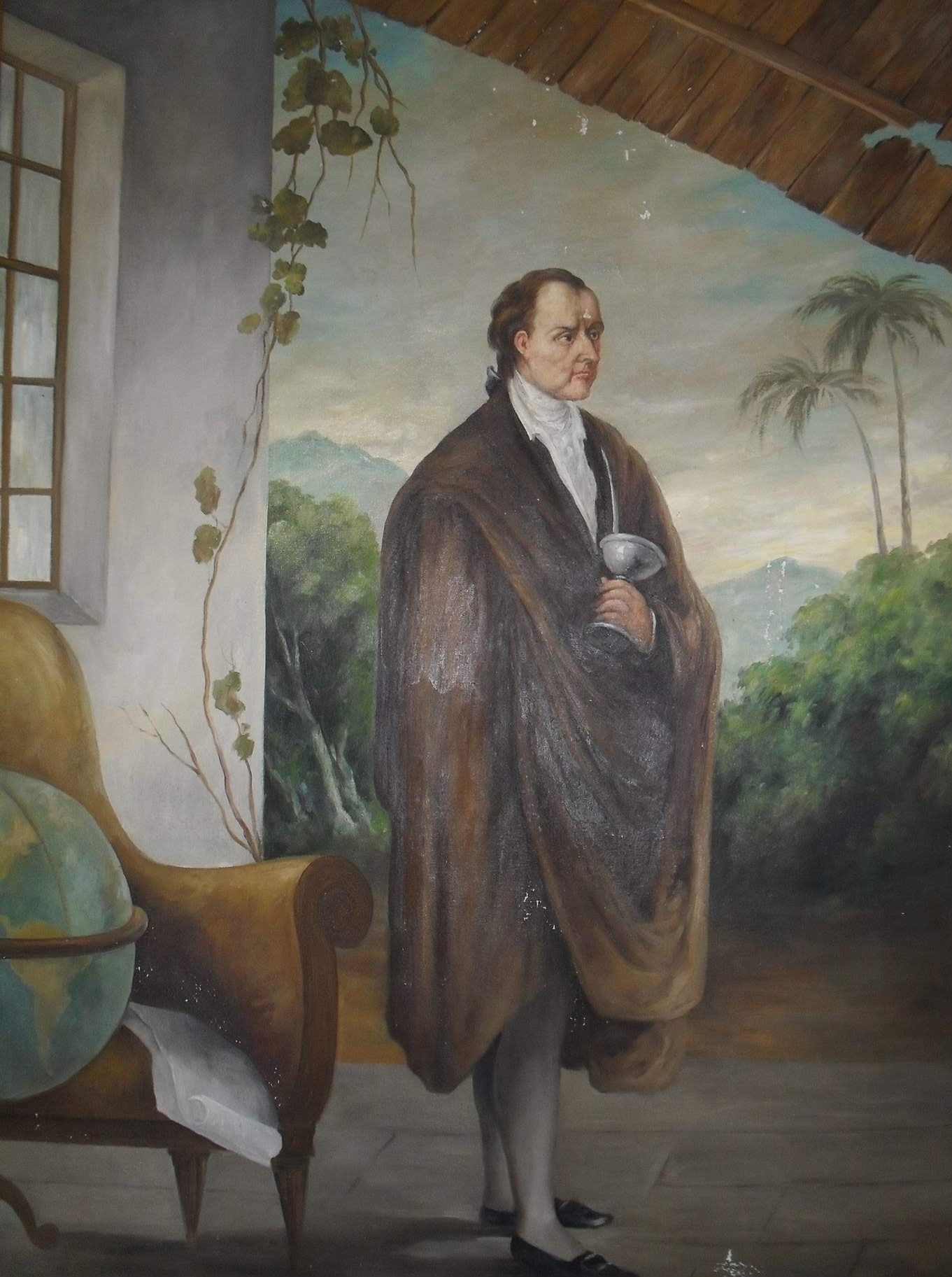
Gaspar Rodríguez de Francia, dictador del Paraguay, tomando mate (ca. 1820)

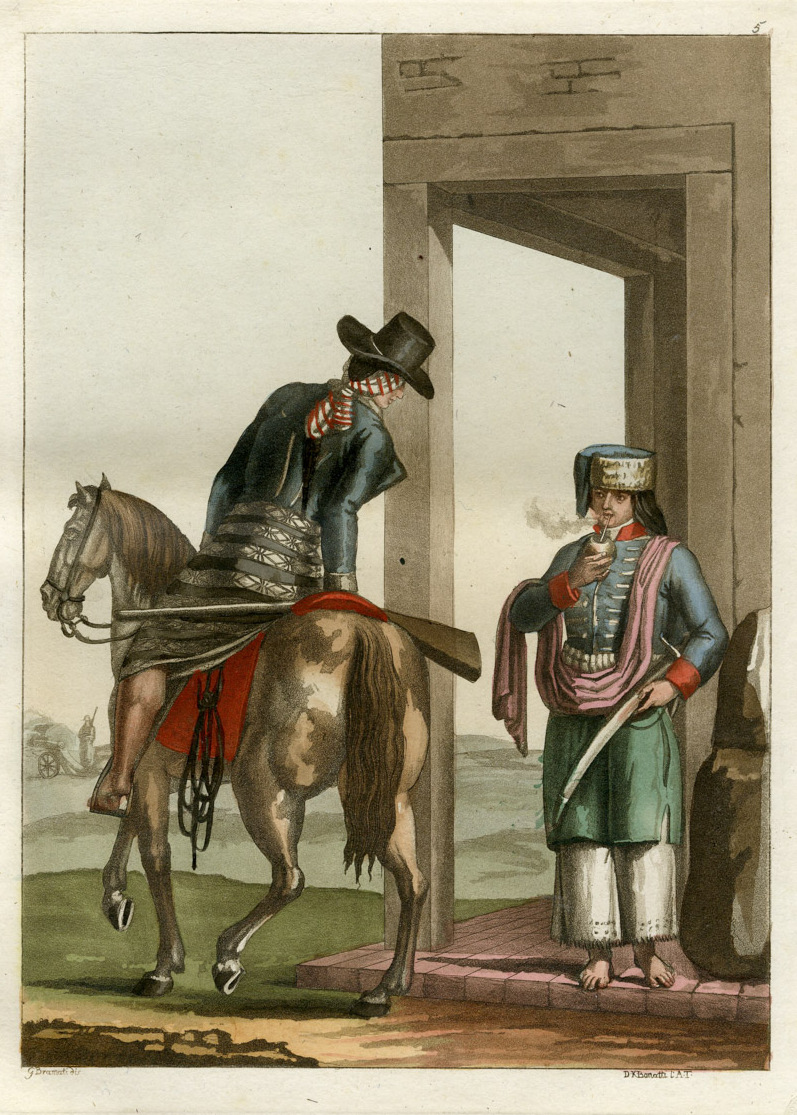
Soldados de la playa oriental del plata tomando mate, Ferrario Bonatti (1821).

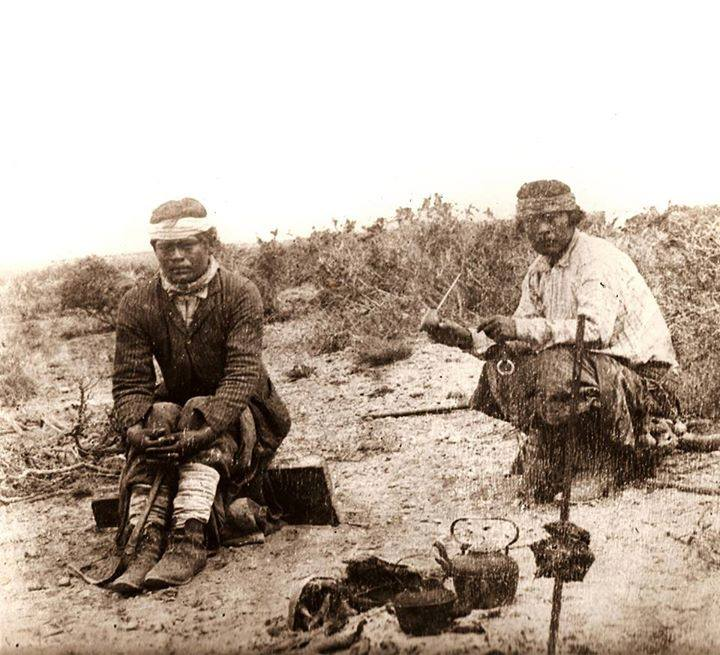
Mapuches tomando mate en la pampa. c. 1880

Los antiguos pueblos guaraníes fueron los pioneros en consumir de diversas formas las hojas de yerba mate, bebiéndola con agua e incluso mascándolas. Los conquistadores españoles hicieron los primeros registros escritos de su consumo en el actual Paraguay en el siglo XVI. Los mismos jesuitas elogiaron los efectos de la yerba, ya que daba un cierto vigor al que ingería la infusión, y calmaba la sed mejor que el agua pura. El padre Pedro de Montenegro (1663-1728), naturalista, declaró: 

«Socorrió Dios con esta medicina a esta pobre tierra por ser más conducente a ella que el chocolate, y vino a sus naturales habitadores así como lo es el cacao en el Oriente, porque estas tierras muy calientes y húmedas causan graves relajaciones de miembros, por la grave aspersión de los poros, y vemos que de ordinario se suda con exceso, y no es remedio el vino ni cosas cálidas para reprimirlo, y la yerba sí, tomada en tiempo de calor con agua fría, como la usan los indios, y en tiempo frío o templado con agua caliente o templada…»

Los ibéricos que veían a los indígenas tomarlo, llamaban al mate «hierba del demonio» por desconocer la práctica y sus efectos.
Sostenían además que era una bebida de haraganes, ya que los nativos dedicaban varias horas del día a esta práctica.
Sin embargo otros cronistas, como Acarete du Biscay, consideraban que esa yerba era muy útil para los trabajadores en las minas de Perú, asegurando que «sin esa yerba (con la cual preparan una bebida refrescante, con agua y azúcar, que debe beberse tibia) los habitantes del Perú, salvajes y otros, especialmente los que trabajan en las minas, no podrían subsistir, porque el suelo está lleno de vetas minerales y los vapores que se desprenden los sofocarían y nada sino ese brebaje puede restaurarlos, ya que los hace revivir y los devuelve a su antiguo vigor».
Algunos cronistas españoles relatan en sus diarios que los nativos llevaban, junto a las armas, unas pequeñas bolsas de cuero (guayacas) en las que guardaban hojas de yerba mate triturada y tostada que masticaban o colocaban en una calabaza con agua y sorbían, usando sus dientes como filtro o por medio de un canuto de caña. Según ellos, lejos de aflojarlos, estas hojas les daban mayor resistencia para las largas marchas o para realizar las labores diarias.
El mate se originó como un rito de los avá en el territorio que hoy ocupa parte de Paraguay, el noreste argentino y el sur de Brasil. Ellos sepultaban los restos de sus seres queridos y en ese mismo lugar plantaban yerba mate, y luego de que la planta crecía, la cosechaban, preparaban la infusión y la tomaban «en rueda» con sus familias. Realizaban estos ritos porque creían que de esa manera el espíritu de sus seres allí enterrados crecería en la planta de yerba mate y pasaría a través del mate a su cuerpo para permanecer junto a ellos. También junto a la hierba solían plantar diferentes vegetales, ya que creían que esto favorecería el crecimiento de la planta.

#### Los mates más antiguos
Para conocer los primeros momentos en la historia del mate como infusión de la yerba Ilex paraguariensis, hay que remitirse a la historia de la ciudad de Santa Fe. Los primeros utensilios y los más antiguos conocidos se encuentran en esta ciudad y fueron excavados en el sitio arqueológico de Santa Fe la vieja. Mucho antes de que se usaran los utensilios que hoy conocemos, los indígenas bebían la infusión en forma de té, agregándole agua caliente o fría a la yerba mate. El recipiente utilizado era el bernegal, hecho con una calabaza grande (Cucurbita moschata) cortada por el medio, mientras con el labio superior se impedía que la yerba pase a la boca sorbiéndola entre los dientes: «Ellos beben el agua entre los dientes delanteros como por un chupador», decía Florián Paucke. Los españoles luego introdujeron el uso de una suerte de cuchara de metal llamada «apartador», con el cual detenían la yerba molida mientras sorbían el té. Con el paso del tiempo, el bernegal de calabaza sería reemplazado por vasijas de arcilla cocida con la misma forma de la media calabaza. En las excavaciones llevadas a cabo en el sitio arqueológico de Cayastá se encontraron restos de bernegales de arcilla con decorados, tal como los elaborados en la Santa Fe virreinal. Estos utensilios pueden ser considerados los más antiguos antecesores conocidos de los mates que hoy se utilizan para la infusión de Ilex paraguariensis. Posteriormente, entre ciertas clases sociales dentro del ambiente urbano, se introduce el uso del mate o calabaza pequeña (Lagenaria siceraria), utilizada junto a la bombilla, consistente en un «un cañito de madera o alguna caña» según revela Dobrizoffer.

#### La llegada del mate a Europa
La historia de la yerba mate y su reafirmación en la cultura popular como alimento nativo tuvo a la ciudad de Santa Fe como una de las protagonistas principales. Esto se debe a que el 31 de diciembre de 1662, a solicitud de Santa Fe y de Asunción, se establece como puerto preciso a Santa Fe, obligando a las embarcaciones del Paraguay que cumplieran su registro en esa ciudad, «siendo una de sus causas principales del pedido por la Asunción, el que como los marineros que conducían las embarcaciones eran todos naturales de aquella provincia, con la mayor distancia de su país o por inclinación novedosa de los ánimos, no dejaran su natural residencia desamparando a sus mujeres e hijos». Así mediante cédula real, se obligaba a desembarcar en Santa Fe toda mercadería proveniente del Paraguay para ser distribuida hacia el mundo, entre ellas, la yerba mate, destinada a Chile y el Alto Perú. Los españoles observaron que a los guaraníes de Paraguay, Argentina y Brasil el mate los fortificaba para el trabajo y en caso de necesidad les servía de alimento. Hacia 1714, su uso se había extendido primero al resto de Argentina y Tarija, ya que compartían una cultura de y tradiciones igual a la gaucha, y luego a los actuales departamentos de Chuquisaca, Santa Cruz, Beni y Pando. Después de esto el mate se extendió hacia Chile. Los británicos de Chile (que se ocupaban de la trata de esclavos traídos de África) vieron que también beneficiaba a los negros, lo probaron y lo llevaron a Londres, donde fue muy bien recibido. Incluso se pensó en reemplazar el tradicional uso del té por esta bebida, ya que era más provechosa e incluso más barata; pero como las misiones jesuíticas del Paraguay eran su único productor, y el comercio del té les reportaba tan buenas ganancias, se desechó la idea.

## Consumo
La forma de preparación del mate fue transmitida por los guaraníes a los colonizadores españoles y portugueses (en portugués también se le llama chimarrão). Con el transcurso del tiempo fue adoptada como una bebida tradicional de los pobladores Paraguay, Argentina, Uruguay, Chile sur de Brasil y Bolivia.
Sigue siendo una infusión de gran popularidad en casi todos los países mencionados, sobre todo en Paraguay, Argentina, Uruguay, Chile y Brasil, teniendo la particularidad de que es bebido diariamente por gran parte de la población. En estos países el mate forma parte de la actividad cotidiana en muchos hogares y, en algunos casos, en oficinas, donde es muy común ver a profesionales trabajando frente a sus computadoras con un termo y «mate» acompañando su actividad. Es por sus características beneficiosas y por su bajo costo la bebida por antonomasia del estudiante universitario en estos países.
El mate posee una vajilla especial: el recipiente principal (llamado «mate» o «porongo»), la «bombilla» (una especie de pajita de metal, madera etc. con filtro), y la «pava», «tetera» o ―añadido desde el siglo XX― el termo. A este conjunto se suma frecuentemente un ensamble portátil (casi siempre constituido principalmente con metal) que reúne dos recipientes: la yerbera (es decir el recipiente en donde se deposita la yerba para cebar el mate) y la azucarera para el mate dulce.
Incluso la «pava» (o tetera) con la cual se suele calentar y verter el agua para el mate suele ser especial. Es muy semejante a una tetera común, aunque su pico tiene una muesca que facilita el vertido de un chorro fino del agua caliente dentro de los recipientes, en una época del pasado reciente. Incluso existen bandejas especiales con molduras para acomodar la vajilla preciada y el plato en el cual se suelen colocar galletitas, tortitas fritas o «facturas» con las que tradicionalmente se acompaña el mate.
En Uruguay, desde algún punto de la historia moderna (marcado por la invención del frasco de Dewar), ha sido más difundido el uso del termo que la caldera (tetera), por eso supieron existir los picos cebadores, consistían en tapones de corcho que calzaban en la boca del termo y que en la parte superior había un pico por donde se vertía el agua caliente, este pico solía ser de metal y se moldeaba en distintas formas, una de las más populares solía ser una cabeza de caballo.

### Argentina

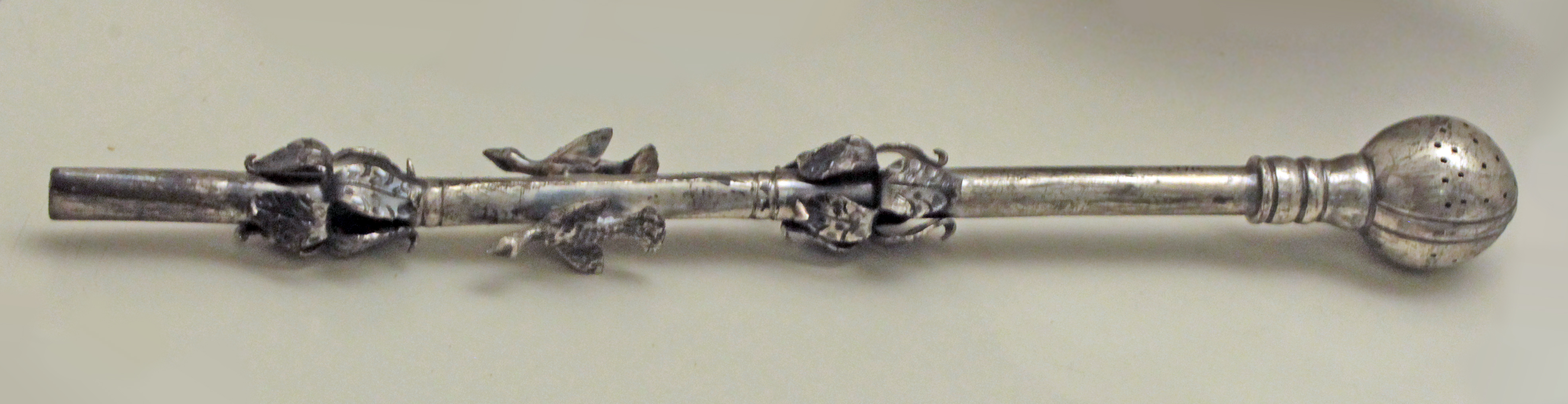
Bombilla argentina de plata del.

En la época imperial, el mate tenía una gran difusión entre toda la población del entonces Virreinato del Río de la Plata, fuera cual fuera su origen: nativos, africanos esclavizados, criollos, españoles o alguna mezcla entre los anteriores. En todas las casas, de escasos recursos o acomodadas, se utilizaba como bebida refrescante, se desayunaba con mate todas las mañanas y se merendaba con mate todas las tardes, acompañado con pan, tortas asadas o «tortillas» (a la parrilla), etc. Para los menos favorecidos podía llegar a representar la cena, pero para la gente acomodada era una buena excusa para recibir invitados y agasajarlos mientras una chinita se los cebaba. Los mates (recipiente) podían ser de porongo o calabaza, madera, oro, plata, peltre o barro con diferentes formas y repujados artísticos.
El consumo del mate está extendido por todo el país y su ingesta es cotidiana. Además, de todos los estratos sociales, un estudio del Instituto de la Yerba Mate muestra que la infusión tiene una presencia del 98 % en las casas del país.
En 2013 se estimó que el consumo del mate en los argentinos anualmente es de 240 000 toneladas de yerba mate, unos 100 litros per cápita.
Se consume alrededor de 6,4 kilos de yerba mate por habitante en la Argentina (sólo por detrás de Uruguay quien tiene un consumo per cápita de 8 kilogramos al año), lo que redunda en un centenar de litros de la bebida más popular del país, según datos del Instituto Nacional de la Yerba Mate (INYM) de 2016.
Según datos publicados a principios del 2017 y conforme a una medición realizada por la consultora de mercado TrialPanel, se sabe que el 44 % de la gente declaró que prefiere el mate endulzado, el 42 % indicó que prefiere el amargo y para el 14 % el asunto es indistinto.
Según datos publicados por el Instituto Nacional de la Yerba Mate (INYM),entre enero y septiembre de 2020, el consumo de yerba mate elaborada en la Argentina fue de 202,8 millones de kilos. En el año 2021, se elaboraron 282,85 millones de kilos para el mercado doméstico mientras que se exportaron 35,5 millones de kilos. Estos datos surgen de las declaraciones juradas presentadas mensualmente por los operadores yerbateros inscriptos en el registro del Instituto (productores, viveros, secaderos, molinos, exportadores).
El Instituto Nacional de la Yerba Mate encargó el estudio a la firma GEA Research For Strategy, el cual comprendió a 5000 hogares de las capitales del país, consultados por vía telefónica. La encuesta estuvo dirigida a conocer cuánto, quienes y cómo se consume la tradicional infusión criolla.
Según la investigación, el 92 % de los consultados eligen beberlo con bombilla, el 54 % como mate cocido y el 14 % como tereré, es decir, cebado con agua o jugo con hielo y yuyos. El consumo con bombilla está más extendido entre los mayores de 21 años. Los consumidores de tereré (mate frío) se concentran, principalmente en la región noreste del país, donde se registra un 70 % de quienes eligen refrescarse con esta versión del mate.
Otro dato obtenido por el relevamiento indica que la mayoría de los que viven en el Noreste eligen el mate al natural, o amargo. Por otro lado, 8 de cada 10 entrevistados afirman que la yerba mate es un diurético y estimulante físico y mental.
Las provincias de Corrientes y Misiones son las principales productoras de yerba mate (en guaraní: ka'á), proveen a todo el país e incluso a Estados-Nación vecinos. En gran parte de esta región el mate se ceba con montañita de yerba seca, y lo toma amargo la mayoría de la gente. Se suele cebar en recipientes grandes y de boca ancha llamados porongos. Además, es común en toda la región del Litoral argentino ver a la gente caminando por la calle a tomando mate con el termo bajo el brazo y el mate en la mano, rasgo cultural compartido con el sur de Brasil, Uruguay y Paraguay. A su vez, el Noreste Argentino es el área central del consumo de tereré, infusión que consta de: yerba mate, agua con mucho hielo, y yuyos o "remedios" tales como: cola de caballo, cocú, burrito, menta'í o peperina, cedrón, menta, etc. También es común tomarlo con jugos de cítricos o incluso con caña quemada en vez de con agua. 
No es solo uno de los principales productos cosechados y exportados por la Argentina, es también uno de los más consumidos en el interior del país y una marca de distinción de la cultura argentina. Aun así, existen tanto marcas regionales que dominan mercados locales en distintas regiones del país, como otras especializadas en producción «premium» a menos escala. A pesar de la resistencia de los más conservadores en mezclar el la yerba con otros ingredientes, firmas como Cachamai o CBSé se especializan en la producción de mates saborizados (naranja, limón, pomelo e incluso café), endulzados, dietéticos, digestivos o mezclados con otras hierbas, como manzanilla, boldo, menta peperina, tilo, o -para neutralizar la acidez- congorosa y equilibrar el pH etc.
Para el año 2012, un artículo periodístico estimaba que el 80 % del mercado de yerba mate en la Argentina estaba acaparado por diez firmas productoras, un grupo encabezado por Establecimiento Las Marías (Taragüí, Unión, etc.) y Molinos Río de la Plata (Nobleza Gaucha, Cruz de Malta, etc.) y compuesto además por varias cooperativas. Por otra parte, nueve de ellas estaban instaladas en la región nordeste del país, en las provincias de Corrientes y Misiones, a excepción de Molinos Río de la Plata.
Siria es su principal comprador y otros mercados para la exportación de mate argentino son Chile, Estados Unidos, España, Bolivia, Brasil y Uruguay.
A tal grado se encuentra difundido en Argentina que hay dos lugares en donde se celebra la Fiesta Nacional del Mate, una en la localidad cordobesa de Colonia Italiana, y otra en la ciudad de Paraná, en la provincia de Entre Ríos, mientras que en la ciudad misionera de Apóstoles se celebra la Fiesta Nacional de la Yerba Mate.
El 30 de noviembre fue instituido como el Día Nacional del Mate, en conmemoración del nacimiento del comandante guaraní Andresito Guasurarí (1778-1821).

### Bolivia

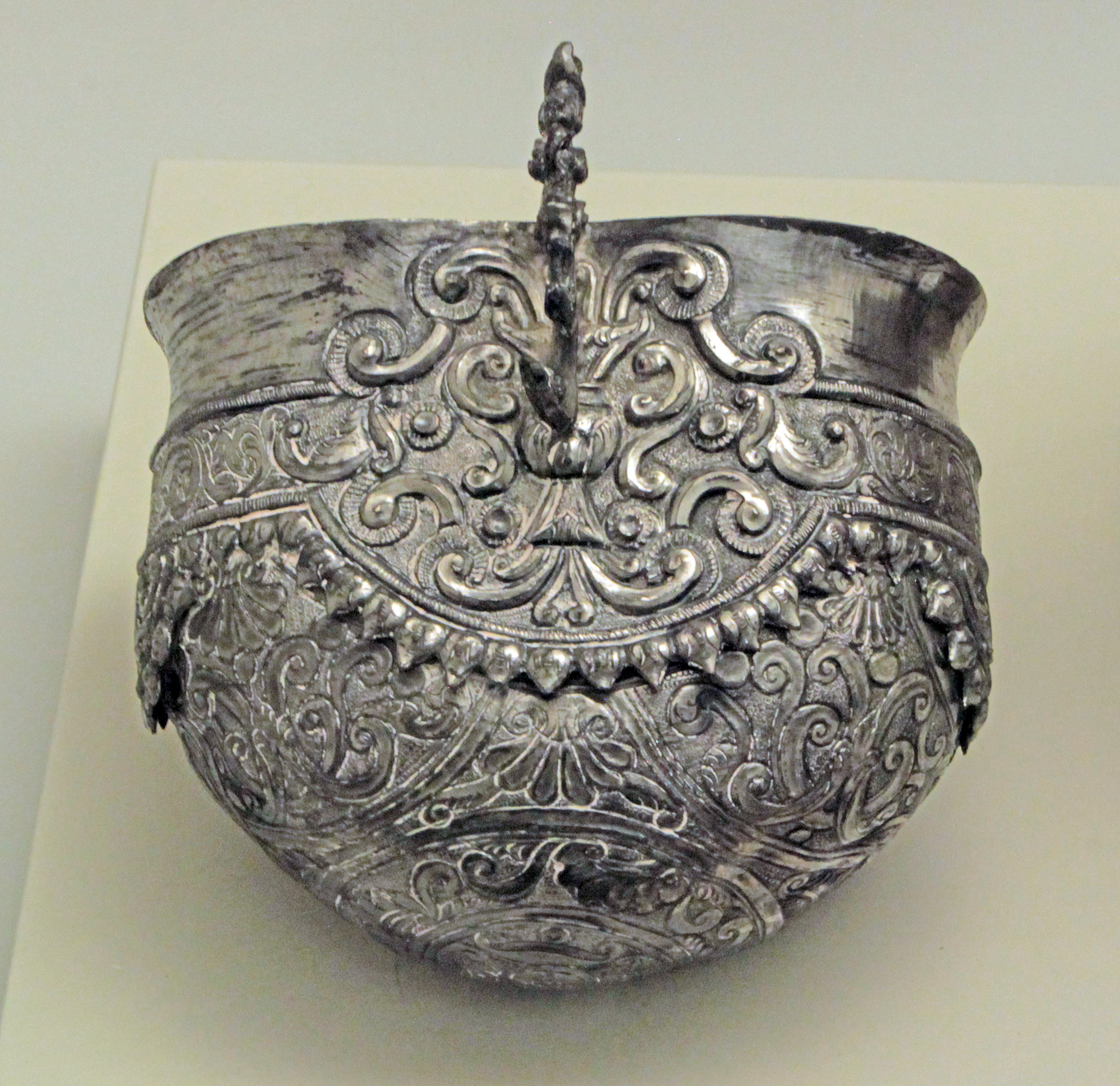
Mate de plata hecho en el en la Provincia de Charcas.

En Bolivia el mate y tereré donde más se consume es en el Departamento de Tarija, Departamento de Chuquisaca y el sur del Departamento de Santa Cruz, con mayor fuerza partiendo desde el Chaco Boliviano territorios con fuerte influencia y presencia guaraní, hasta los valles y ciudad capital boliviana (Sucre), los valles de Tarija y valles chicheños de Potosí. También es consumido en menor porcentaje en otras regiones del país por influencia de los anteriores, por su situación geográfica e intercambio con el vecino país de la Argentina desde el Virreinato (hubo gran intercambio entre Tucumán y el sur de Bolivia desde los primeros asentamientos españoles), y otras regiones aunque en menor medida, aunque es posible encontrar la yerba mate en los mercados de todas las ciudades hoy en día. De hecho el actual Poro en el que se bebe la bebida en el cono sur, le debe su nombre a la palabra quechua puru. Bartolomé Arzáns de Orsúa y Vela en su libro Historia de la Villa Imperial de Potosí en el siglo XVIII, describe los beneficios que la yerba mate proporcionaba a los indígenas que explotaban el Cerro Rico de Potosí, y como en las casas de los potentados mineros se consumían en mates de plata y oro, incrustados con detalles de piedras preciosas.
Es inusual encontrar yerba mate en la región andina de Bolivia donde el producto se puede adquirir sólo en ciertos mercados y en especial en los supermercados, aunque en esta región se logra adquirir y consumir mate de coca (bolsitas de té de coca o también hojas de coca con agua caliente), también se consumen mate de otras yerbas como el cedrón, hierba buena, toronjil, manzanilla, anís, etc, siendo estos expandidos a todo el país.
El consumo del tereré no es muy arraigado, pero se mantiene su consumo en el oriente del país como son los departamentos del llano en la región de la Amazonía y del Chaco; Santa Cruz, Beni, Pando, Tarija y Chuquisaca.

### Chile
En Chile, el navegante inglés John Byron escribió en el siglo XVIII sobre las prácticas del mate en Chile:

"Hay la costumbre de tomar dos veces al día el té del Paraguay, que, como ya he dicho, llaman mate: lo traen en una gran salvilla de plata, de la cual se levantan cuatro pies destinados a recibir una tacita hecha de un calabazo guarnecido de plata. Comienzan por echar la yerba en el calabazo, le agregan la azúcar que quieren y un poco de jugo de naranja; en seguida, le echan agua caliente, y lo beben por medio de una bombilla, que consiste en un largo tubo de plata, a cuyo extremo hay un colador redondo, que impide que se pase la yerba. Y se tiene por una muestra de cortesía que la señora chupe primero unas dos o tres veces la bombilla y que en seguida se la sirva sin limpiarla al convidado"
John Byron

En el siglo XIX el marino británico Basil Hall describió que: 

"es costumbre aceptar siempre estas invitaciones, a las que no es posible sustraerse sin faltar a las conveniencias, y la sociedad, por muy numerosa que sea, se sirve en común de la misma bombilla y así pasa de mano en mano. Un caballero conocido mío, era muy aficionado a esta bebida y había comprado una bombilla para su uso personal; las personas a quienes visitaba se ofendieron de la repugnancia que demostraba, y se vio obligado a renunciar a ella y a seguir la costumbre del país"
Basil Hall

Con el tiempo, la influencia inglesa y el hábito de usar todos la misma bombilla sin importar la cantidad de bebedores, costumbre que chocaba a los inmigrantes europeos determinaron poco a poco que el ritual del mate fuera sustituido por el consumo del té importado de India y China. A estos factores se añade el aumento exorbitante del precio de la yerba a contar de 1810. Así fue como las largas tardes de mate, o «comadreos», donde se juntaban familias y amigos a conversar y compartir la bebida, fuesen paulatinamente reemplazadas por las menos extensas conversaciones en torno a una taza de té. Finalmente, después de años, la costumbre del mate quedó relegada a clases sociales más desposeídas o a los ambientes campestres.
En Chile, desde el siglo XX el consumo del té y el café han dejado a nivel urbano en segundo o tercer plano la costumbre de beber mate, presentándose gran parte de su consumo en la zona sur y en las zonas rurales del país donde nunca se olvidó esta práctica. Sin embargo, su consumo en la última década ha aumentado en la zona central, sobre todo de la mano de la juventud universitaria y de oficinistas.
Entre las preparaciones de mates con hierbas, destaca la preparación de mate con hojas y/o tallos secos de rica-rica.

### Paraguay
Durante el Virreinato del Río de la Plata esta bebida se tomaba de una manera similar a como se hace hoy en día, y ya era bastante popular.
Esta costumbre procede del pueblo avá, quien lo consumía de manera similar pero sin la vajilla con la que hoy se cuenta, sino utilizando un poro o vasija de barro sin bombilla, y colando el agua tibia entre los dientes; aunque otra versión señala que más bien lo tomaba como un té, en forma parecida al mate cocido actual.
El tereré, de origen guaraní (consistente en una mezcla de agua fría y yerba mate y otras hierbas refrescantes machacada) es popular en el país y un gran porcentaje de la población lo consume tanto como el «mate cocido». También se acostumbra en Paraguay, principalmente en invierno, tomar el «mate dulce» (o mate de coco), el cual se prepara con leche caliente endulzada (o con azúcar derretida), agua y coco rallado en vez de yerba mate.

### Uruguay

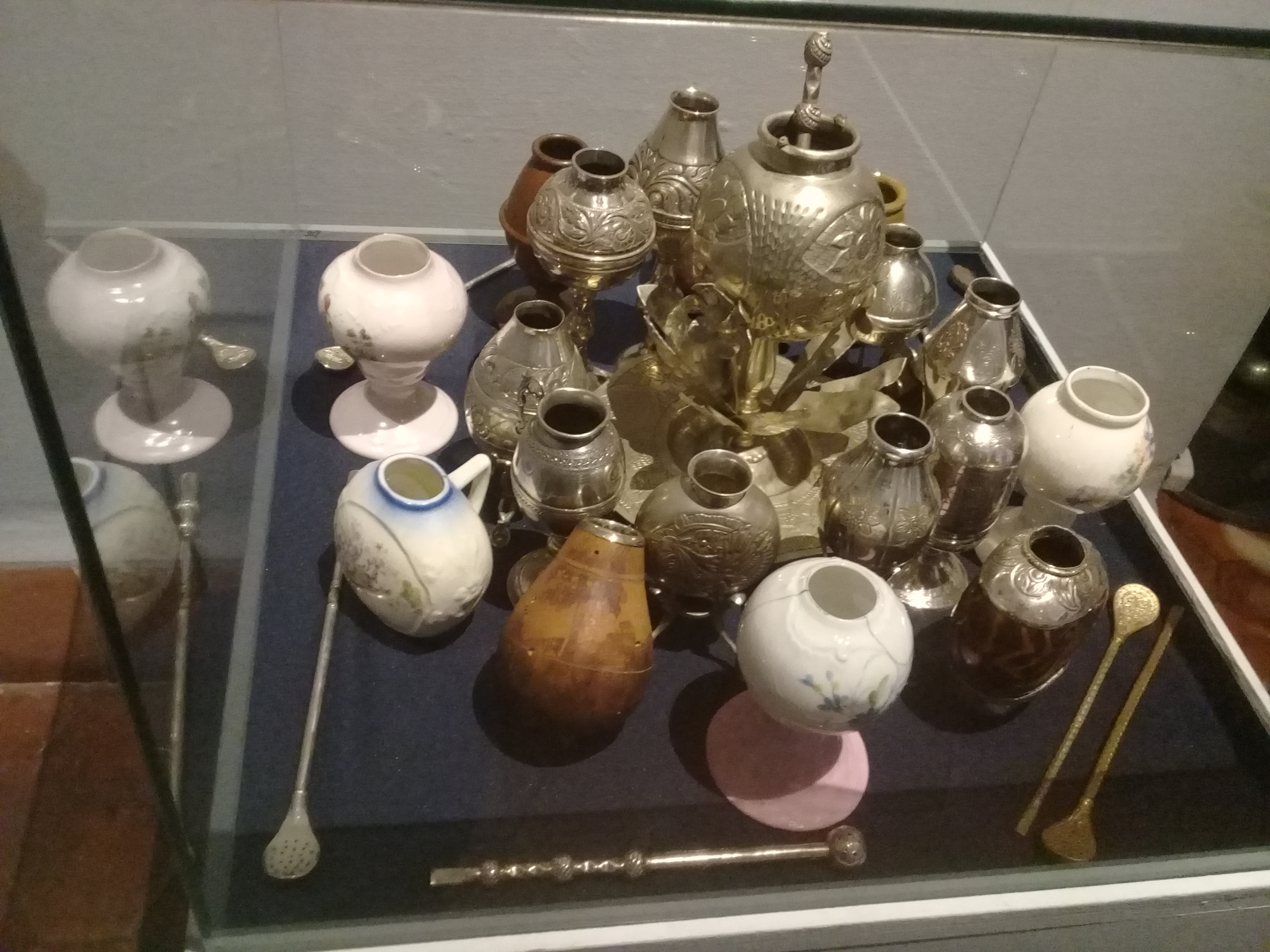
Muestra histórica de mates de estilo colonial curada en el Museo de Cabildo de Montevideo

El mate es considerado en Uruguay como bebida nacional, se trata del país con el mayor consumo per cápita de yerba mate a nivel mundial, con un consumo por persona de 8 kilogramos por año (Argentina tiene un consumo de 6.2 Kg por año). El consumo del mate es una de las costumbres más extendidas por todo el territorio del país, tanto en zonas rurales como urbanas, así como también a través de todas las clases sociales.
El mate en Uruguay se toma caliente y amargo, y se compone de un set de piezas: el agua se porta en un termo que mantiene su calor, la yerba mate se deposita en un recipiente también denominado mate que se obtiene del porongo (la planta Lagenaria siceraria); y el agua es absorbida mediante una bombilla.
Uno de los aspectos más característicos de su consumo en Uruguay es el ritual del mate y su función social; el mate generalmente se consume en rueda, es decir en grupo, con un cebador que es el encargado de prepararlo y añadir el agua para que el resto de los integrantes lo consuman por turno y en sentido horario, esta se trata de una antigua tradición de origen indígena o campestre, pero que se ha mantenido intacta hasta el día de hoy.

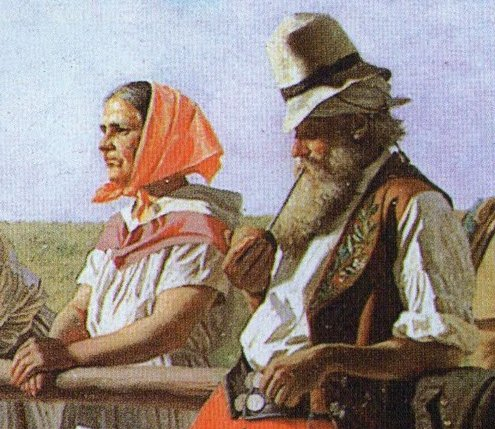
Detalle del cuadro Los tres chiripás, de Juan Manuel Blanes (1881), que representa a un gaucho del tomando mate.

Su importante función cohesiva en la sociedad uruguaya fue descrita de la siguiente manera por el antropólogo uruguayo Daniel Vidart

"El mate, a su modo, empareja las clases sociales, porque a todos pertenece. Lo bebieron patrones y peones en la rueda patriarcal de otrora; jefes y soldados en los vivacs revolucionarios; amos y esclavos en los floridos patios de las casonas coloniales. Y en todos los tiempos fue el mate el que hizo la rueda y no la rueda la que trajo al mate."
Daniel Vidart

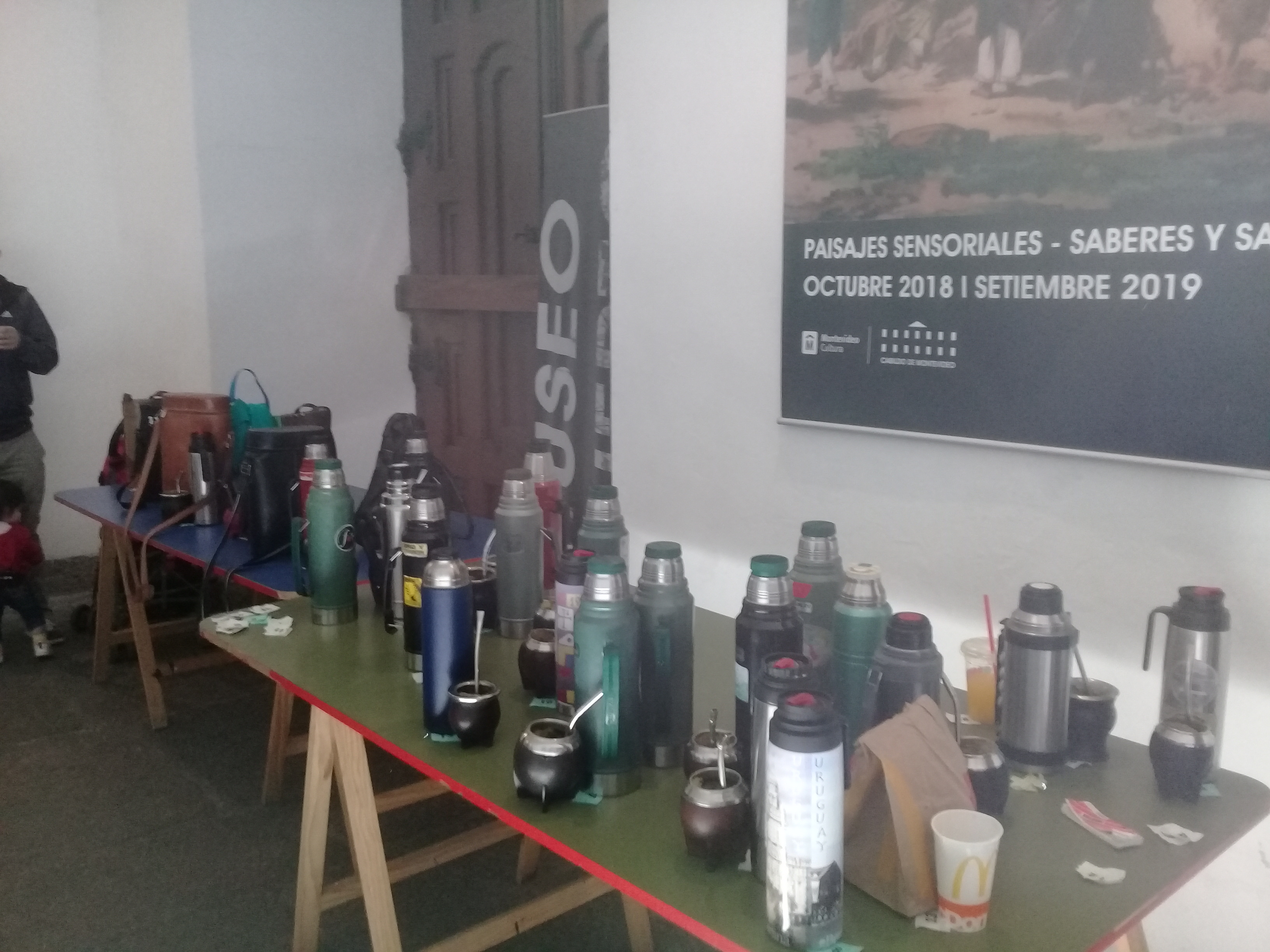
Distintos tipos de termos, mates y materas, dejados a la entrada de un museo en Uruguay

Desde 1920 Uruguay importa prácticamente el 100 % de la yerba mate que consume a nivel comercial, sin embargo la planta Ilex Paraguariensis se desarrolla naturalmente en los bosques serranos del Uruguay; actualmente existen proyectos en desarrollo para la producción comercial a pequeña escala de la yerba mate en este de Uruguay.
A partir de 1978 funciona en el centro de Montevideo el museo del Gaucho y la Moneda, que cuenta con la mayor exhibición de mates y bombillas del país, con ejemplares que datan desde la época del virreinato a nuestros días, algunos de los cuales pertenecieron a personajes importantes de la historia uruguaya o se destacan por su trabajo artístico o decorativo.

### Brasil
Es muy consumido en el Sur de Brasil, donde forma parte de las tradiciones gaúchas. También se toma en el sureste y el centro oeste. El término chimarrão se utiliza en Brasil, aunque es un término derivado del vocablo castellano ‘cimarrón’, que alude al ganado domesticado que ha vuelto al estado de fauna silvestre.
En el Sur de Brasil, el "compañero" sirve habitualmente como "bebida de la comunidad", aunque algunos fanáticos lo toman todo el día, incluso estando solos. El frecuente consumo, sobre todo cuando la familia se reúne, se convierte prácticamente en agasajo para las visitas o invitados cuando llegan: es un símbolo de la hospitalidad del sur a los que llegan como invitados a una casa en esta región, pues invariablemente se les da la bienvenida con una calabaza de mate.
Todavía Brasil es el país que tiene el mayor número de consumidores de mate y es el mayor productor mundial de la yerba mate. 

### Levante mediterráneo

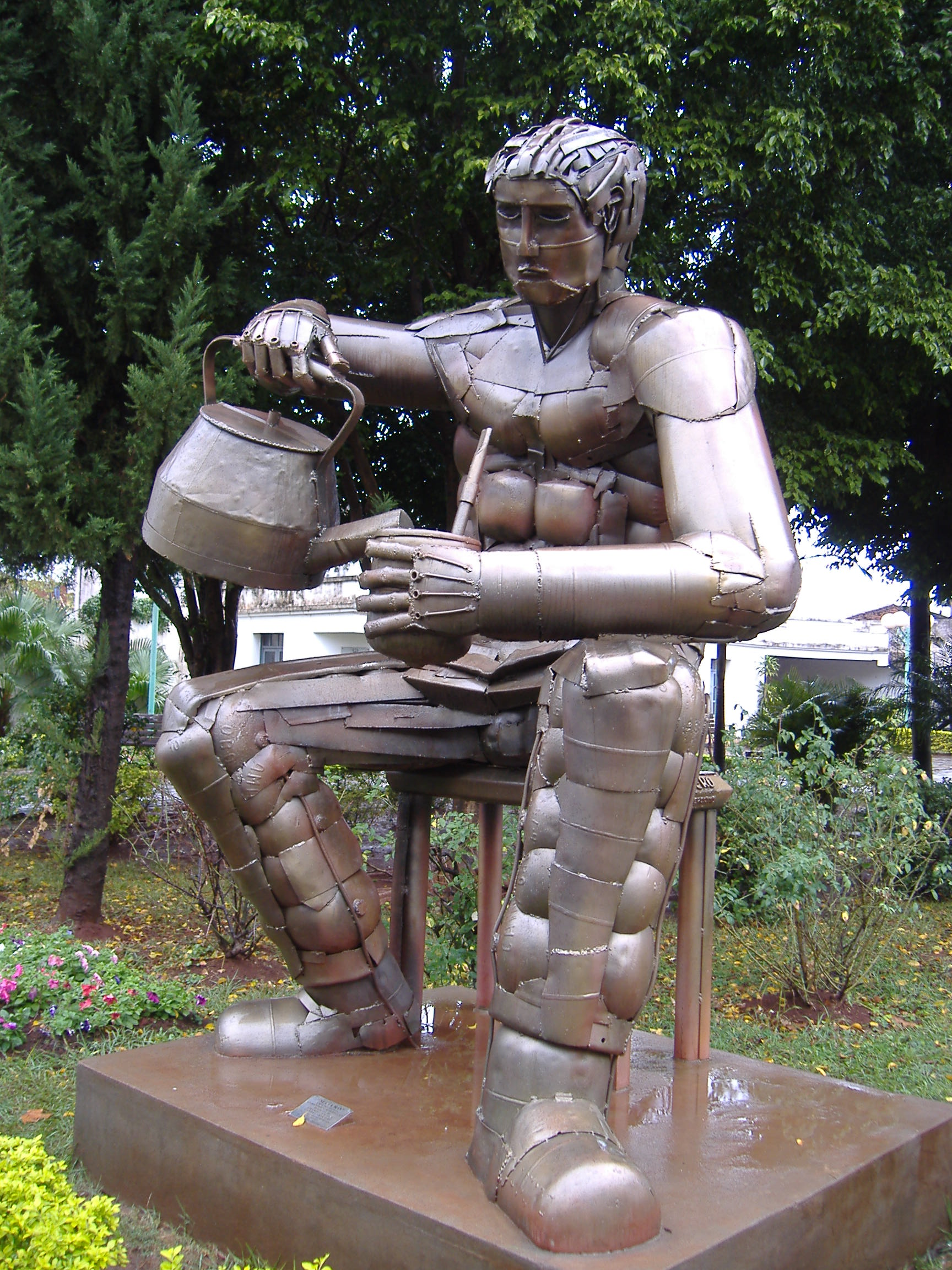
Estatua de un hombre preparando mate, en Posadas, Misiones, Argentina.

El mate también tiene cierta tradición en el área del Levante (el Sham), es decir, Líbano, Siria y algunas zonas de Jordania. En Siria, su consumo se concentra en la región del Monte Druso, el área de Salamíe, la Costa y el Calamún. La introducción del mate en el Levante se habría iniciado con la gran inmigración de ese país hacia Argentina que se registró entre los años 1850 y 1860, según relató, en 2010, el gerente de la Cámara de Comercio Argentino Árabe, Pablo Fodaro. A mediados del siglo XX, en uno de los tantos altibajos de la economía argentina, retornaron a Siria muchos de los hijos y nietos de aquellos e introdujeron la costumbre de tomar mate.
Cuando la minoría alauita tomó el poder en 1970 adquirió los hábitos de los ricos, entre ellos el de tomar mate. Sin embargo, la mayoría de este producto se importa desde América, ya que no se produce localmente. En 2009, por ejemplo, Siria compró toda su yerba y fue el mayor importador en valor y volumen de la misma, con 71,2 % y 67 % respectivamente, del total exportado por Argentina. En 2010 se estimó que los sirios consumen alrededor de 1200 toneladas de mate al mes. En 2013, se volvió una bebida esencial durante el descanso de los combatientes del llamado Ejército Libre Sirio, gracias a que al capturar posiciones, además de armas y equipamiento, capturaron provisiones de yerba mate de las fuerzas regulares.
La cultura del mate tiene un notable arraigo en Tartús, Baniás, La Taquia, Sueda o Annabek, donde generalmente se sirve a los invitados, con o sin azúcar, siempre bien caliente, y en cualquier hora del día, mientras que «a la gente de Damasco no le gusta esta bebida».

## Propiedades

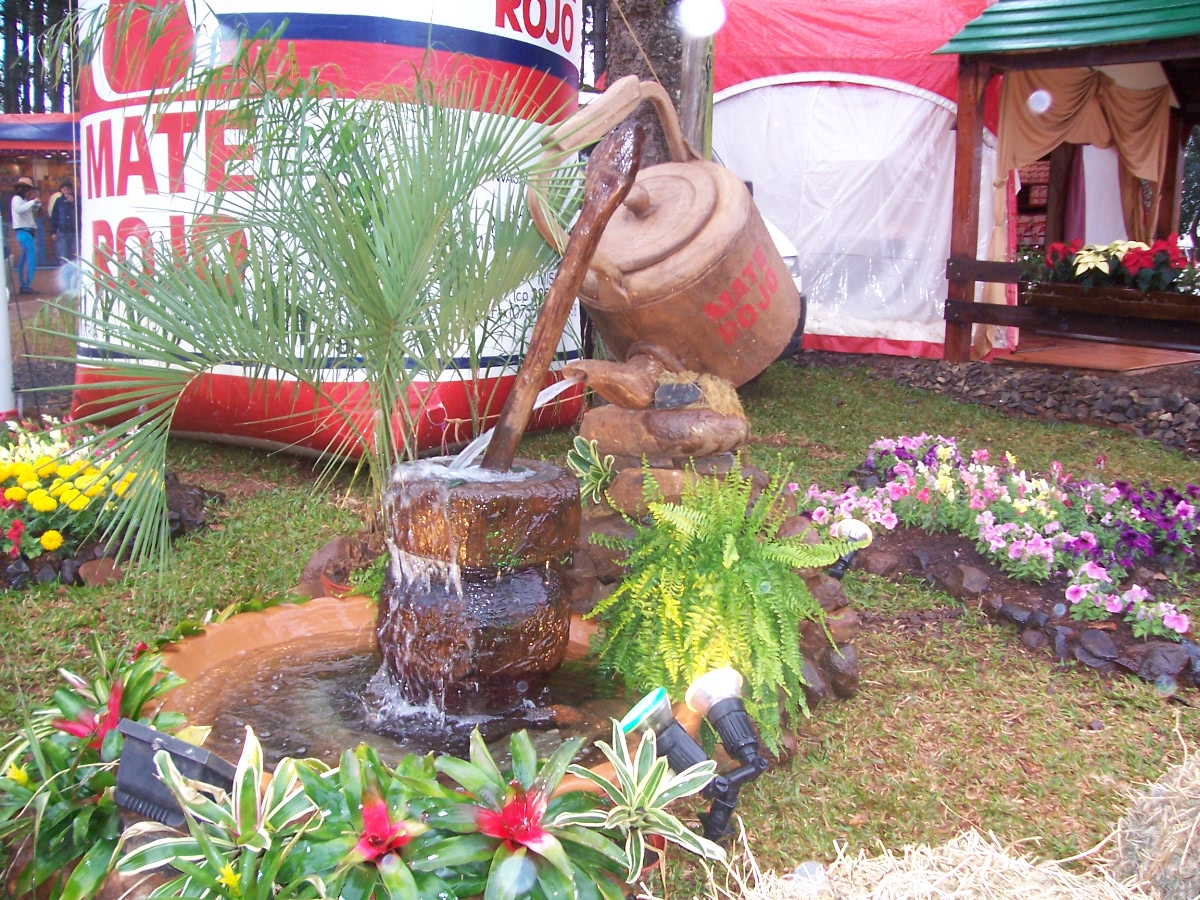
Escultura de una pava y un mate, en la ciudad de Oberá, en la provincia de Misiones (Argentina).

Su capacidad diurética explica una paradoja de la dieta gaucha hasta inicios del siglo XX: hasta entonces los habitantes de las zonas rurales del Cono Sur solían tener una dieta hiperproteínica sin aparente contrabalanceo, lo cual hubiera provocado ―en el más benigno de los casos― una elevadísima concentración de ácido úrico, que se reflejaría rápidamente en afecciones imposibilitantes como la gota. Sin embargo, la diuresis que se lograba por la elevada ingesta de mate contrapesaba los excesos de una dieta hiperproteica.[cita requerida]
El mate, por otra parte, posee excelentes antioxidantes. Según las conclusiones de un estudio llevado a cabo en Estados Unidos, el consumo de mate puede reducir el colesterol LDL o colesterol «malo», a la vez que promueve el aumento de colesterol HDL o colesterol «bueno». La investigación afirma que tiene propiedades que inducen la actividad de importantes enzimas antioxidantes en el organismo; una de las más importantes es la paraoxonasa-1, que ayuda a retirar el colesterol malo y tiene efectos cardioprotectores; del mismo modo el mate ayuda a limpiar los intestinos al favorecer la motilidad de los mismos.
También aporta el mate (especialmente si es bebido mediante el «cebado» con bombilla) elevados niveles de xantinas y hasta doce beneficiosos polifenoles entre los cuales se destacan el ácido clorogénico y la quercitina Sus condiciones antioxidantes son similares a las del té verde, aunque el mate es más nutritivo ya que aporta vitaminas B1, B2, B3, B5, C y E, así como hierro, magnesio, potasio y más de diez aminoácidos.
Otra característica (actualmente casi anecdótica) fue bastante fortuita: los combatientes criollos o gauchos durante la Guerra de la Independencia obtenían la mayor parte de su agua a través de la ingesta de infusiones y decoctos de mate, de este modo el agua era purificada de gran parte de las bacterias y posibles parásitos; los europeos (españoles y mercenarios) que solían considerar al mate como algo «bárbaro» o «primitivo» bebían las aguas sin el necesario caldeado, por lo cual contraían parasitosis con frecuencia.
No es adictivo, y no se han registrado casos de insomnio debidos a este; lo cual se debe a que el mate se bebe bien diluido en agua y ―generalmente― entre varias personas, y que además de todo esto, el mate contiene mucha menos cafeína que el té, el café, el guaraná o el cacao. También podría influir que este es consumido preferentemente en la franja horaria que va desde la mañana temprano hasta la tarde (hasta las 21:00, aproximadamente). Por otra parte la diuresis que provoca el mate elimina rápidamente los metabolitos de alcaloides de la cafeína.

## Asociación con enfermedades

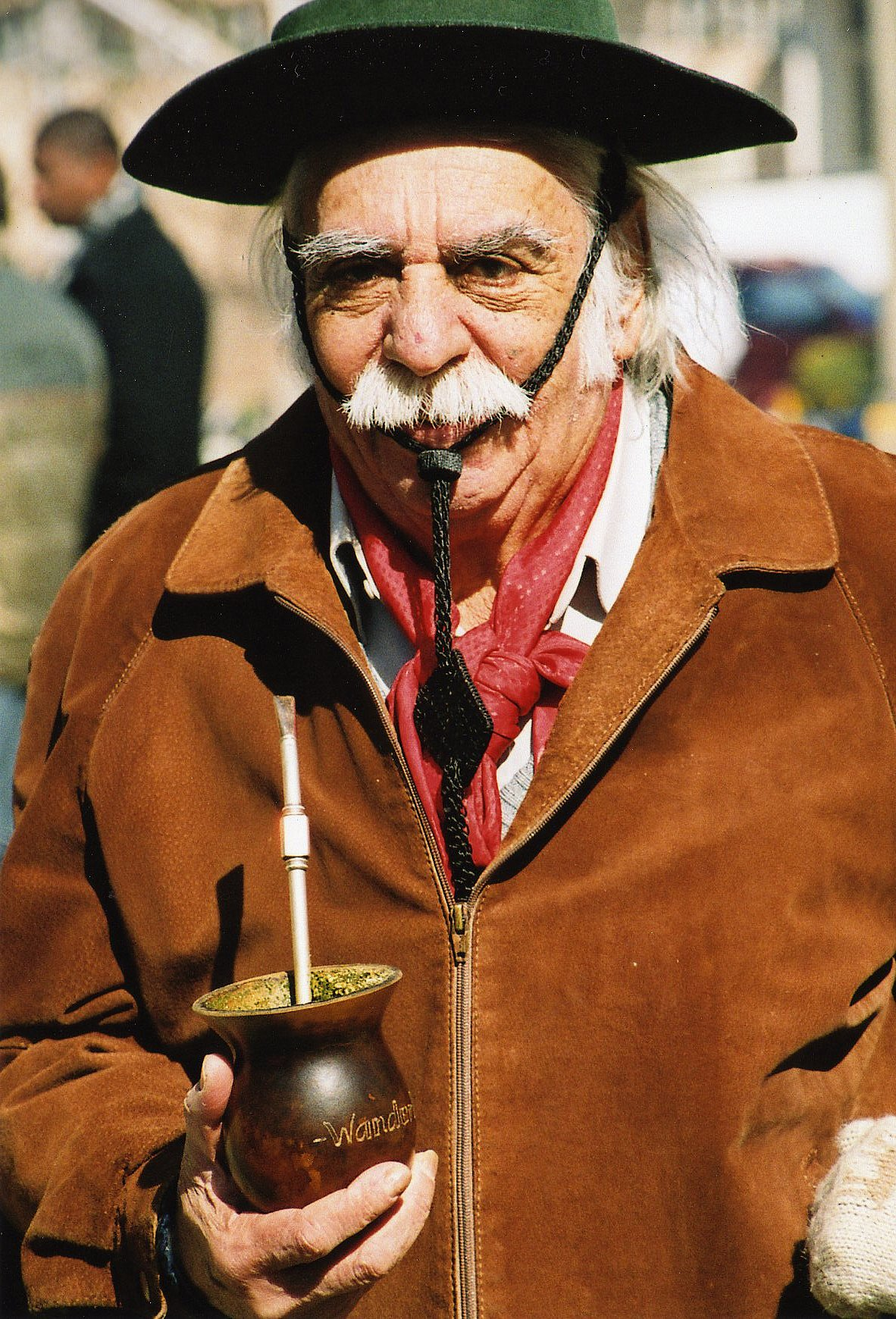
El folclorista brasileño Paixão Côrtes mateando en Santana do Livramento, Río Grande del Sur, Brasil (2007).

Un estudio previo de Uruguay informó de un aumento del riesgo de cáncer de vejiga asociados al beber de la yerba mate de manera excesiva. También se sugiere que el consumo de mate pueda llegar a ser un factor de riesgo para el cáncer de esófago, «si se bebe a punto de ebullición (100 °C o a una temperatura muy caliente, tal problema ocurre con todos los alimentos si son consumidos muy calientes), debido a la alta temperatura del agua» con que suele ser bebido lo cual —con el paso del tiempo— puede llegar a dañar la mucosa esofágica.
Aunque es obvio que si se comen o beben alimentos a elevada temperatura de un modo crónico, las elevadas temperaturas de ingesta pueden provocar enfermedades de todo tipo; como por ejemplo cánceres de esófago, estómago, lengua, labios y de todo el tracto digestivo superior. Así ha sido frecuente en la cultura japonesa en la cual los varones bebían por prestigio el té verde sin ser lo suficientemente enfriado o entibiado unos minutos antes que lo bebieran las mujeres y este verdadero ritual provocaba epidemiológicamente una muy elevada incidencia de cáncer de estómago o de esófago entre los varones japoneses que bebían la infusión del té a temperaturas nocivamente elevadas. No obstante, pueblos tan «materos» como el argentino, paraguayo y uruguayo están libres de estadísticas que en verdad sugieran una presencia destacada de enfermedades causadas por beber mate.
Párrafo aparte en cuanto a la posible toxicidad merece el tratamiento masivamente industrial de las hojas de mate; tradicionalmente las mismas son cancheadas es decir secadas al sol sin ningún añadido químico artificial, pero las industrias comerciales en muchas ocasiones aceleran artificialmente la desecación de las hojas de un modo nocivo:
Un grupo de investigadores del National Cancer Institute (de Estados Unidos) y de la Universidad Federal de Santa María (de Brasil), hallaron que las hojas secas procesadas y las infusiones de mate realizadas con ocho marcas comerciales diferentes contenían muy altos niveles (de 8.03 a 53.3 ng/g de hojas secas) del carcinógeno hidrocarburo aromático policíclico (HAP o PAH) (por ejemplo benzopireno). Estos compuestos potencialmente carcinógenos se originan por el proceso comercial de secado de las hojas de yerba mate, el cual involucra el uso de humo del quemado de madera, análogamente al caso de los hidrocarburos aromáticos policíclicos encontrados en la carne ahumada. El estudio concluye que en el mate se encontró una «muy alta concentración de hidrocarburos aromáticos policíclicos carcinógenos en las hojas de yerba mate y en las infusiones frías y calientes». en todo caso -como ocurre con casi todo en la vida- deben evitarse los excesos: el mate es una infusión cuyo consumo es muy benéfico que solo presenta riesgos si se bebe de un modo excesivo o con frecuencia a temperaturas mayores a los 65 °C.

## Preparación

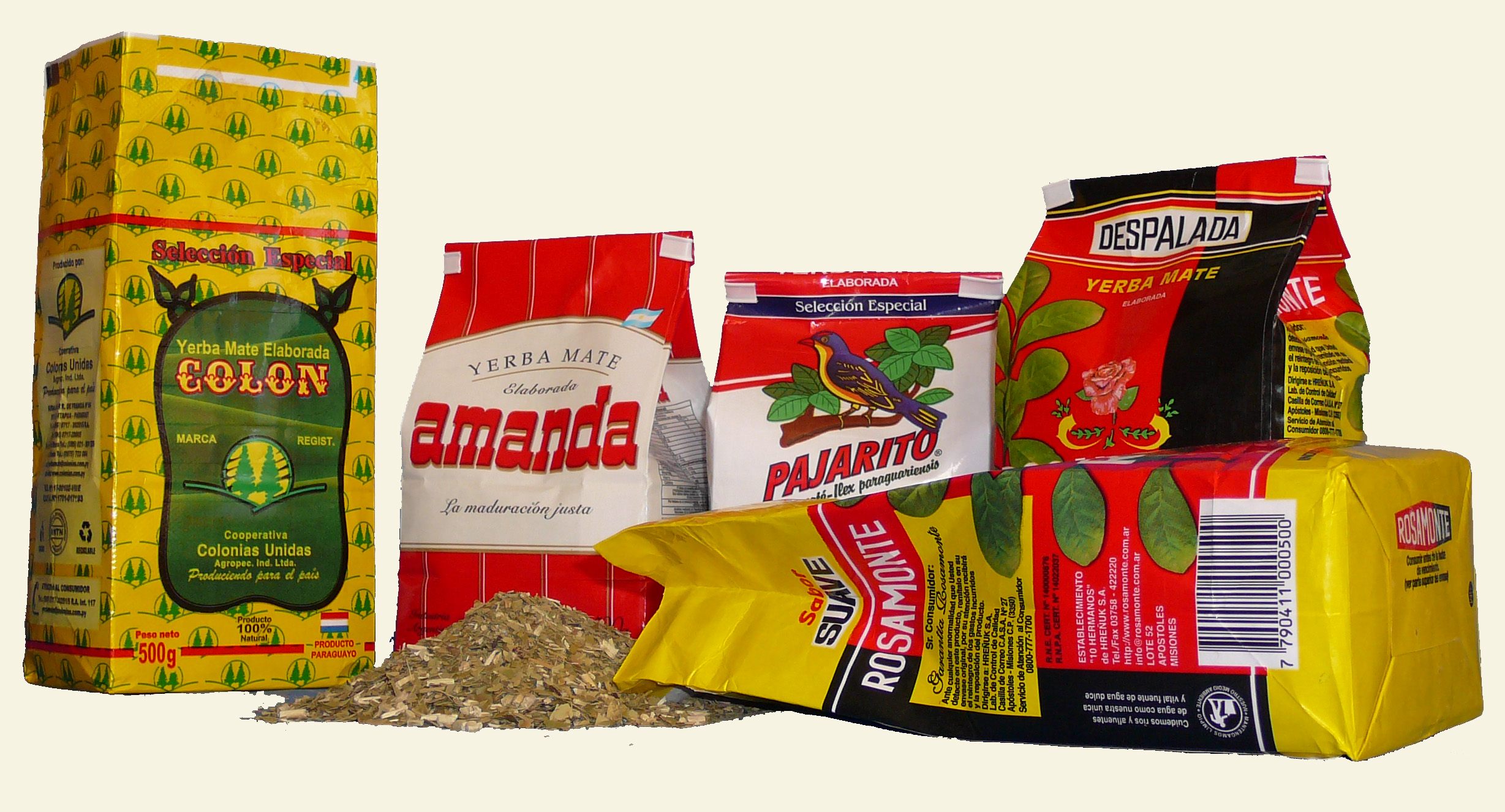
Paquetes de yerba mate, en papel plastificado. Diversas marcas, argentinas y paraguayas.

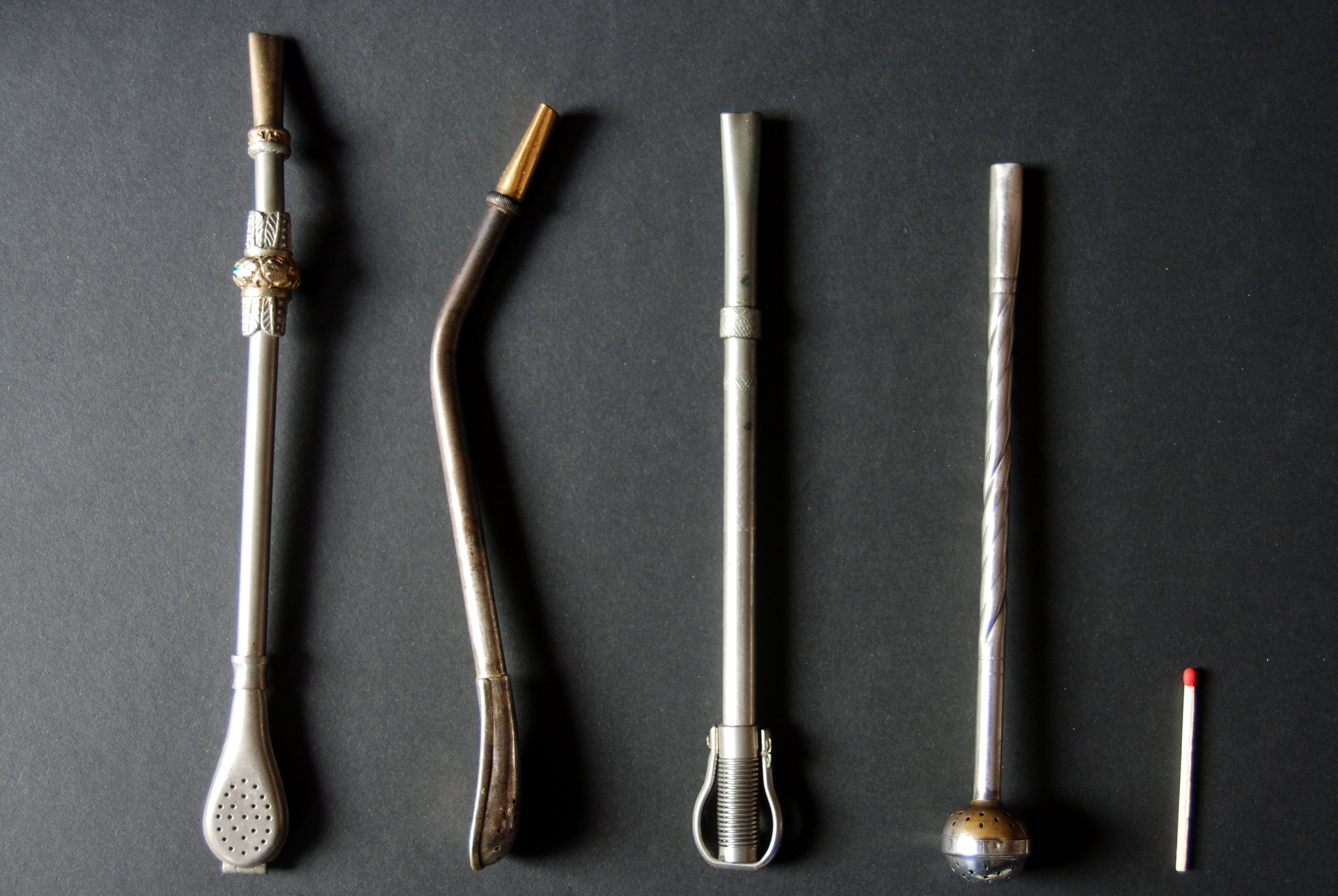
Bombillas metálicas, mostrando variados sistemas y formas, junto a un fósforo.

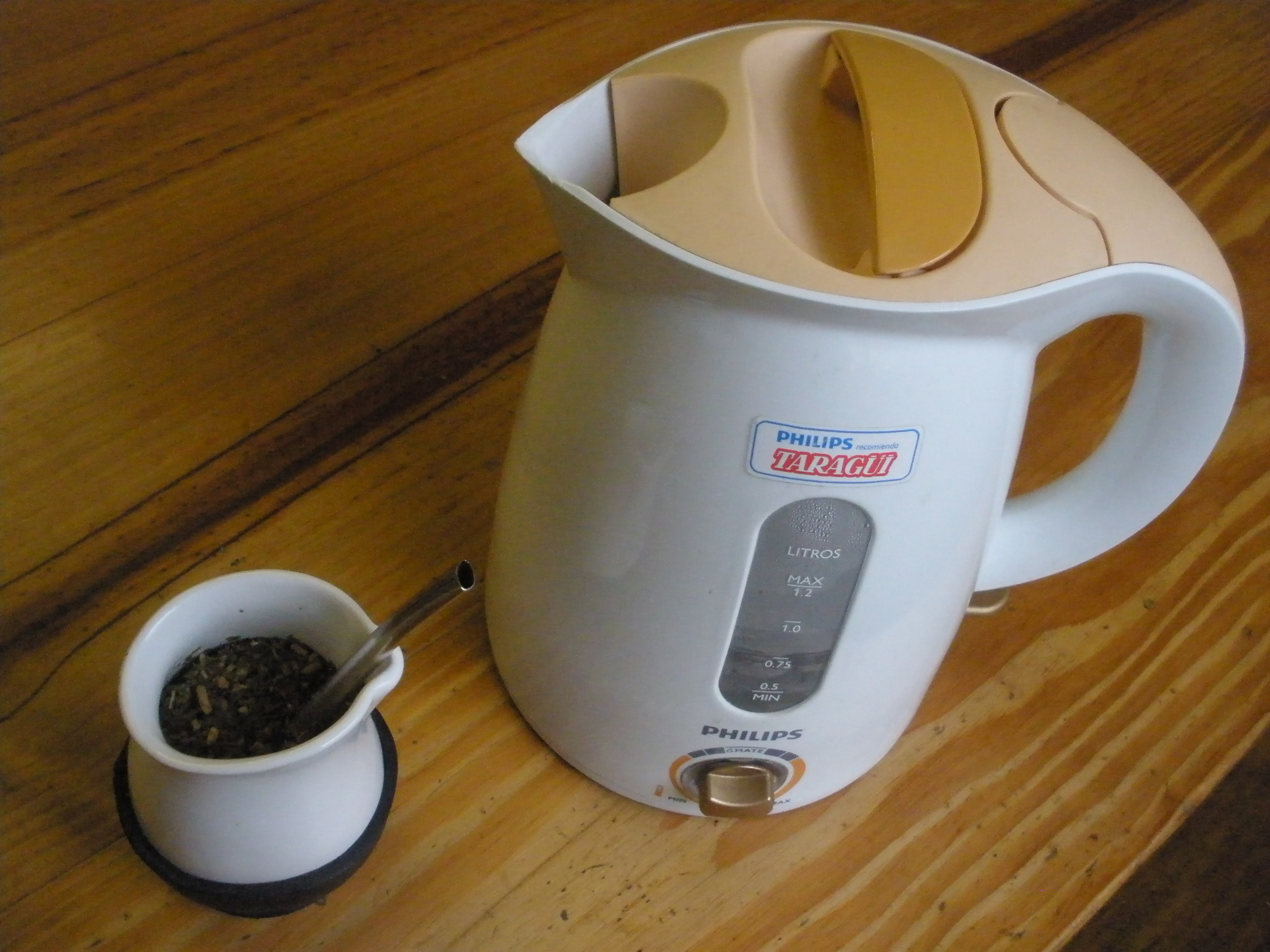
Jarra eléctrica con termostato que calienta agua a la temperatura adecuada para un mate.

Para preparar un mate cebado, se coloca la yerba en un recipiente llamado mate o calabaza, hasta las tres cuartas partes del mismo. Luego se tapa con la mano, se coloca boca abajo y se lo agita (esto hace que las partículas más finas queden en la parte superior, y no obstruyan la bombilla). Se lo coloca nuevamente boca arriba y se le agrega un poco de agua tibia o fría cerca del borde. Se deja reposar algunos segundos (hasta que se absorba el agua) y se termina de llenar con agua caliente, hasta aproximadamente 7 u 8 mm del borde, cuidando de que no se moje la yerba de la superficie (el agua caliente debe estar a una temperatura cercana a 80 °C, antes del punto de ebullición). Luego de uno o dos minutos se ensilla, es decir, se coloca la bombilla tapándole la boca con el dedo pulgar y presionando firmemente hasta el fondo. Siempre tiene que quedar más yerba sobre el lado opuesto de la bombilla. Se debe tener cuidado de no remover demasiado la yerba, porque podría taparse la bombilla. La bombilla se debe inclinar en sentido contrario a donde quedó la yerba seca, es decir, para el lado del que va a tomar el mate.
Es importante destacar la temperatura que debe tener el agua a la hora de cebar el mate. En varias provincias de Argentina la temperatura del agua debe ser entre 70 y 90 °C, es decir antes de que rompa el hervor. En las provincias del Noreste argentino, en el estado de Mato Grosso del Sur en Brasil, así como en Paraguay, al mate frío se lo llama «tereré» ya que se ceba con agua fría o jugo natural de naranjas por ejemplo.
El tomar mate, se ha convertido en un hábito social que se realiza muchas veces en conjunto. Es decir que varias personas comparten el mismo mate, llenándolo completamente para cada bebedor, donde uno de ellos oficia de «cebador». Este cebador es el encargado de llenar el mate y, a modo de ronda, pasarlo al siguiente bebedor.

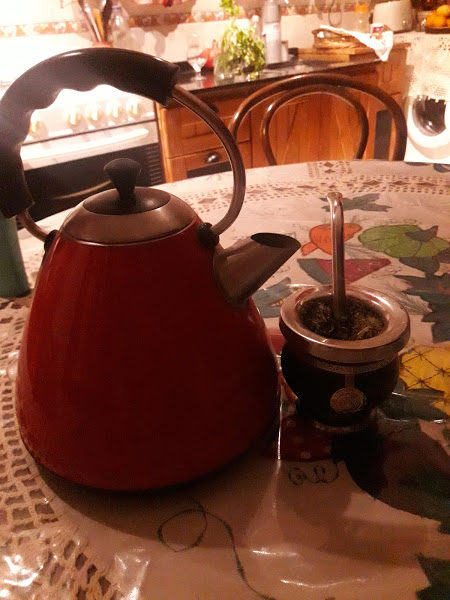
Pava eléctrica y mate de madera.

También es un hábito muy común endulzarlo. Esto puede hacerse de dos maneras: una de ellas es mezclar el endulzante con el agua, con lo cual se logra un sabor homogéneo; y la otra es agregar el endulzante entre cebada y cebada.

### Recipientes

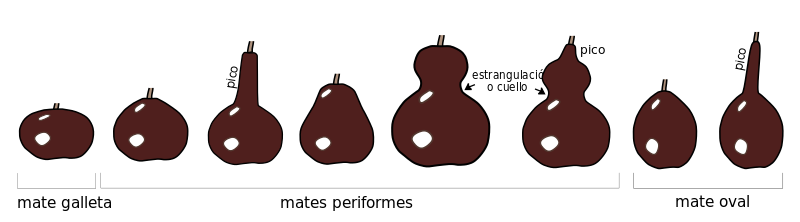
Tipos de Lagenaria según su forma.

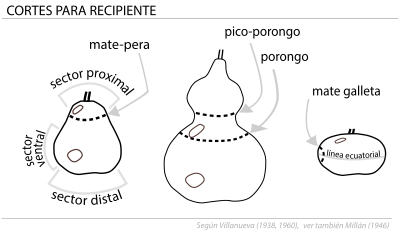

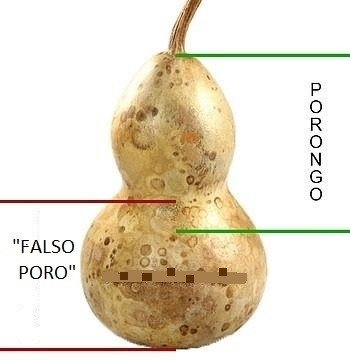
De un mismo fruto grande de Lagenaria (purungu) se puede sacar un 'mate porongo', y otro del tipo ‘falso poro’.

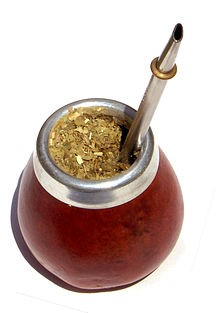
Mate del tipo ‘poro’ o ‘mate pera’.

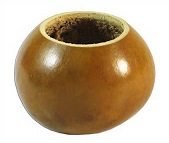
Mate del tipo ‘falso poro’, porque en realidad es lo que queda de un “purungu” al cortarse para hacer un “mate porongo”.

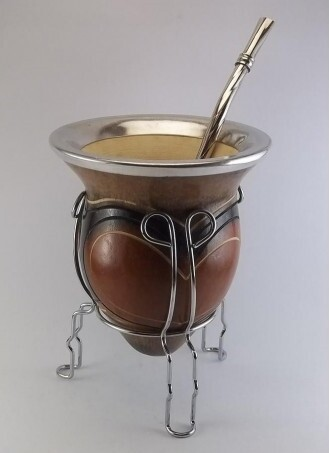
Un 'mate porongo’.

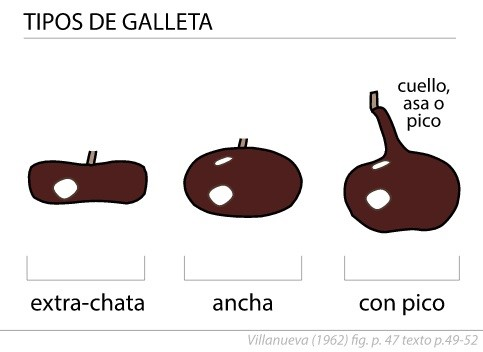
Frutos de la Lagenaria llamados “galleta” (por parecerse al tipo de pan homónimo común en el Cono Sur sudamericano) o “mate galleta”.

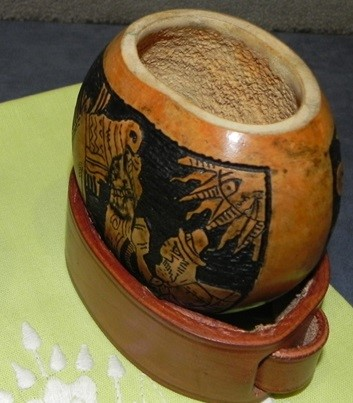
‘Mate galleta’ (galleta ancha).

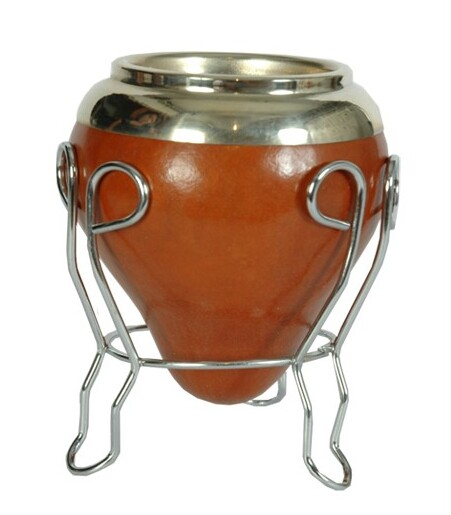
Mate del tipo ‘pico de porongo’.

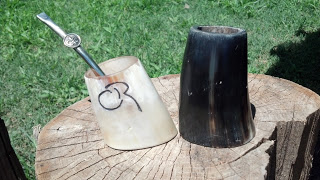
Mate hecho de guampa o cuerno de toro.

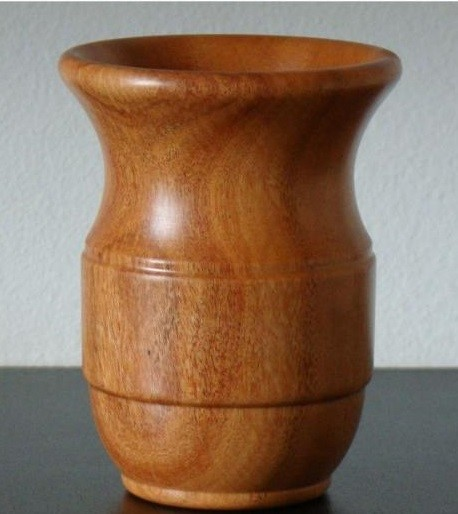
Mate hecho de madera nativa, quebracho colorado.

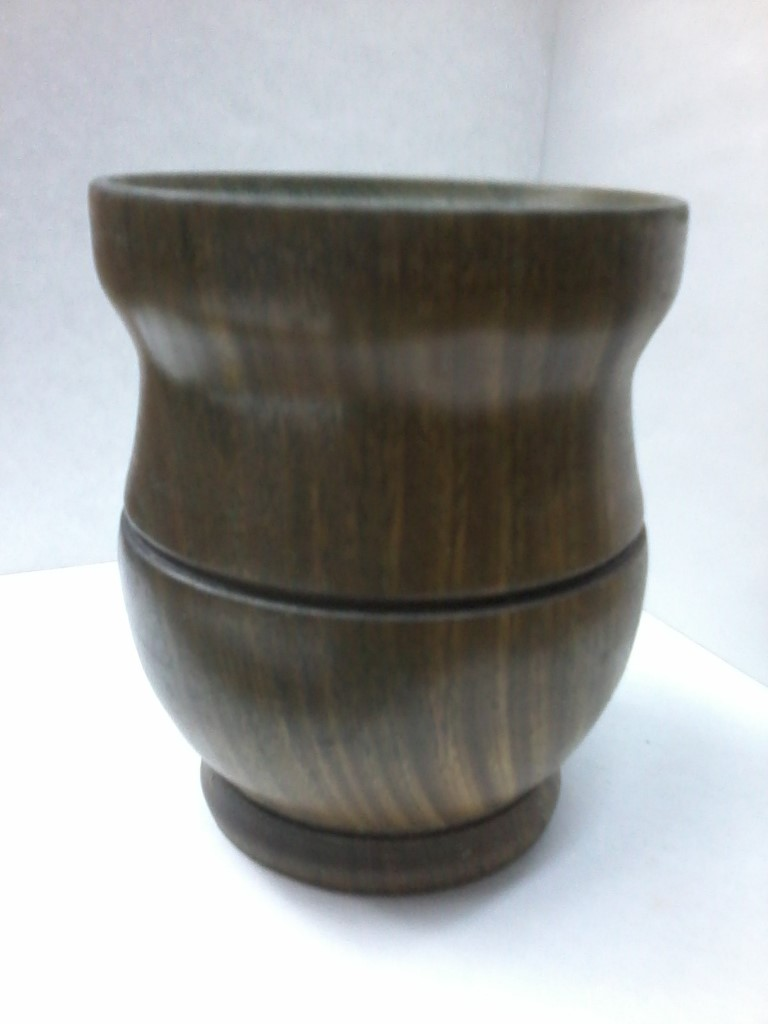
Mate hecho de madera nativa, palo santo.

### Historia
La infusión de la yerba mate tomada con bombilla se conoce como «mate». Los guaraníes, quienes fueron los primeros en incluir esta infusión en su gastronomía llamaban a la infusión ka'aý, significando: ka'á= «yerba mate» e y= «agua». Así es que ka'aý significaría «agua con yerba mate». A su vez, el recipiente usado para tomar mate era llamado en guaraní ka'ayguá; guá = «recipiente»; entonces una traducción literal de ka'ayguá sería «recipiente (para tomar) agua de yerba mate». 
El motivo por el cual se le dice «mate» a esta infusión hay que buscarlo en una influencia lingüística antigua, similar a las que existen hoy en día. Así es como, revisando en la Historia, hallamos que el Imperio Inca influía en todos los otros pueblos de la región tanto cultural como lingüísticamente, entre los pueblos influenciados por los incas estaban los guaraníes. La lengua oficial del Imperio Inca era el quichua o quechua, y en la variedad sureña del quichua el vocablo mati es como se ha llamado desde aquella época al fruto de la planta Lagenaria, nativa de Sudamérica. 
La Lagenaria Vulgaris y la Lagenaria Siceraria son tal vez las más conocidas de las lagenarias de Sudamérica. Los frutos de las lagenarias se han usado como: alimento, elemento para transportar agua o legumbres y para tomar mate con bombilla, aún desde tiempo precoloniales. 
Las plantas en cuestión, las lagenarias, según la subvariedad da distintos frutos que difieren en tamaño y forma. Hay frutos grandes y otros chicos, hay frutos que tienen una estrangulación y otros que presentan una forma más redondeada. Los pueblos pertenecientes al Imperio Inca, entre ellos los pueblos que habitaban lo que actualmente es el noroeste argentino, distinguían varios tipos de mati o mate. A los mati pequeños y de forma redondeada o forma que se parece a una pera le decían «puru». A los mati más grandes, que presentan una estrangulación natural y a un lado una sección de forma más bien redonda y al otro lado otra sección más grande y de forma más bien ovalada le decían «purungu». Esos términos ("mati", "puru" y "purungu") penetraron en la sociedad guaraní, en la de las Misiones Jesuíticas-Guaraníes, y en general en toda la sociedad virreinal de gran parte del cono sur americano.

### Tipos de mate
De esta forma es como hoy en día han llegado a nosotros las distintas formas de llamar a los frutos de la Lagenaria Siceraria. Dichos frutos se utilizan hoy en día principalmente para tomar la infusión de Ilex Paraguariensis, más conocida con su nombre vernáculo «yerba mate». Por tanto, los términos «mate», «poro» y «porongo» son palabras del quichua que han llegado a nuestros días. Cada región del cono sur tiene su forma de emplear estas palabras a la hora de referirse a los distintos mates (recipientes para tomar mate) hechos de Lagenaria. Sin embargo, hay nombres que técnicamente son correctos y otros que no lo son. A continuación se detallan los nombres técnicamente correctos para denominar a cada recipiente de mate, frutos de las lagenarias, según la forma que tiene el fruto denominado «mate» y según el corte que se le hace.
- Poro: palabra que proviene del quichua puru. Se usa para referirse a un mate de pequeño a mediano, que tiene forma parecida al de una pera aunque algo más redonda. También se le llama «mate pera» por su forma comparada al de una pera (fruta). Están los "falsos poros" que son en realidad lo que queda al hacer el corte para hacer un mate del tipo porongo, a veces cortado un poco más arriba de lo normal.

- Porongo': palabra que deriva del quichua purungu. Los guaraníes en su propio idioma llamaban yeruá (jeru'a, en grafía guaraní) a lo que en quichua se llamaba purungu. Esta palabra de raíz quechua se utiliza para denominar a un mate más grande que el de tipo "poro". Tiene una base más angosta que la boca, que es ancha siempre, y justo antes de la boca tiene una estrangulación natural. También a veces se le llama "mate de camionero" (por el hecho de que los camioneros suelen usarlo para sus largos viajes porque al caberle más cantidad de yerba la cebada del mate dura más), "mate bocón" o "mate de boca ancha".

«Mate» es la palabra que deriva del quichua mati. Se utiliza para denominar a todos los frutos de las plantas del tipo Lagenaria, sin importar su tamaño o forma. Incluye a los poros, porongos, galleta, etc. Por extensión y con el paso del tiempo, esta palabra también se ha usado para llamar a la infusión de yerba mate que se toma con bombilla en un recipiente de mate, propiamente dicho, o en cualquier recipiente hecho de algún otro material como madera nativa o vidrio.
En la actualidad y según la región de América del Sur, las palabras «mate», «porongo» y «poro» se usan de distintas formas y para referirse a distintos objetos. En el Cono Sur todas estas palabras se asocian a la infusión de yerba mate, el mate. Aunque algunos se animan a llamar al mate propiamente dicho (al fruto) "mate de calabaza" o "calabaza" el nombre original, más apropiado y técnicamente correcto del mate (el recipiente) es "mate" o "mati".

#### Otros tipos de mates tradicionales
Por extensión, en la actualidad el vocablo «mate» se aplica a cualquier recipiente que ha sido hecho para tomar mate con bombilla, no importando si está cebado en uno del tipo poro, en uno del tipo porongo, en un pico de porongo, en uno del tipo galleta (esos mates cuya forma parecen una 'galleta de campo', un tipo de pan algo achatada, y normalmente usados para tomar mate amargo), en un mate de madera nativa, en un mate hecho de guampa de toro, o en alguno hecho de otros materiales más modernos y menos acorde a la tradición.
Así es que entre los otros mates tradicionales encontramos los distintos tipos de mate galleta, y mates hechos de madera nativa.
Existen diversos tipos de «mates» recipientes para preparar la infusión. El más tradicional, utilizado ya por los indígenas guaraníes, y que mantiene su vigencia en la actualidad, es el «mate de calabaza» o «mate de porongo» fabricado ahuecando el fruto de dicha cucurbitácea. Debido a la irregularidad de los frutos, suelen poseer elementos agregados para su estabilidad y mejor apoyo, evitando el volcado del contenido: algunas versiones poseen un aro de base y patitas metálicas y desmontables, mientras otras están revestidas en cuero y las patas de apoyo están hechas en este mismo material. Otros agregados más sencillos para estabilizar el recipiente suelen ser bases realizadas en cuero tejido, pero independientes del mate. Muchos de los cuencos hechos en calabaza poseen asimismo un revestimiento metálico en la boca, para el apoyo de la bombilla y para evitar que el borde del recipiente se vaya dañando con la humedad y el uso. Tanto el fruto o porongo como las piezas metálicas de protección pueden estar talladas con motivos florales, tradicionalistas o rurales, de manera artesanal. Versiones más sofisticadas poseen elaborados pies realizados en metal (plata, alpaca, etc.) o incluso tapas en este mismo material. Los mates de calabaza revestidos en cuero también pueden estar trabajados con guardas, coloreados o tratados para dar textura.

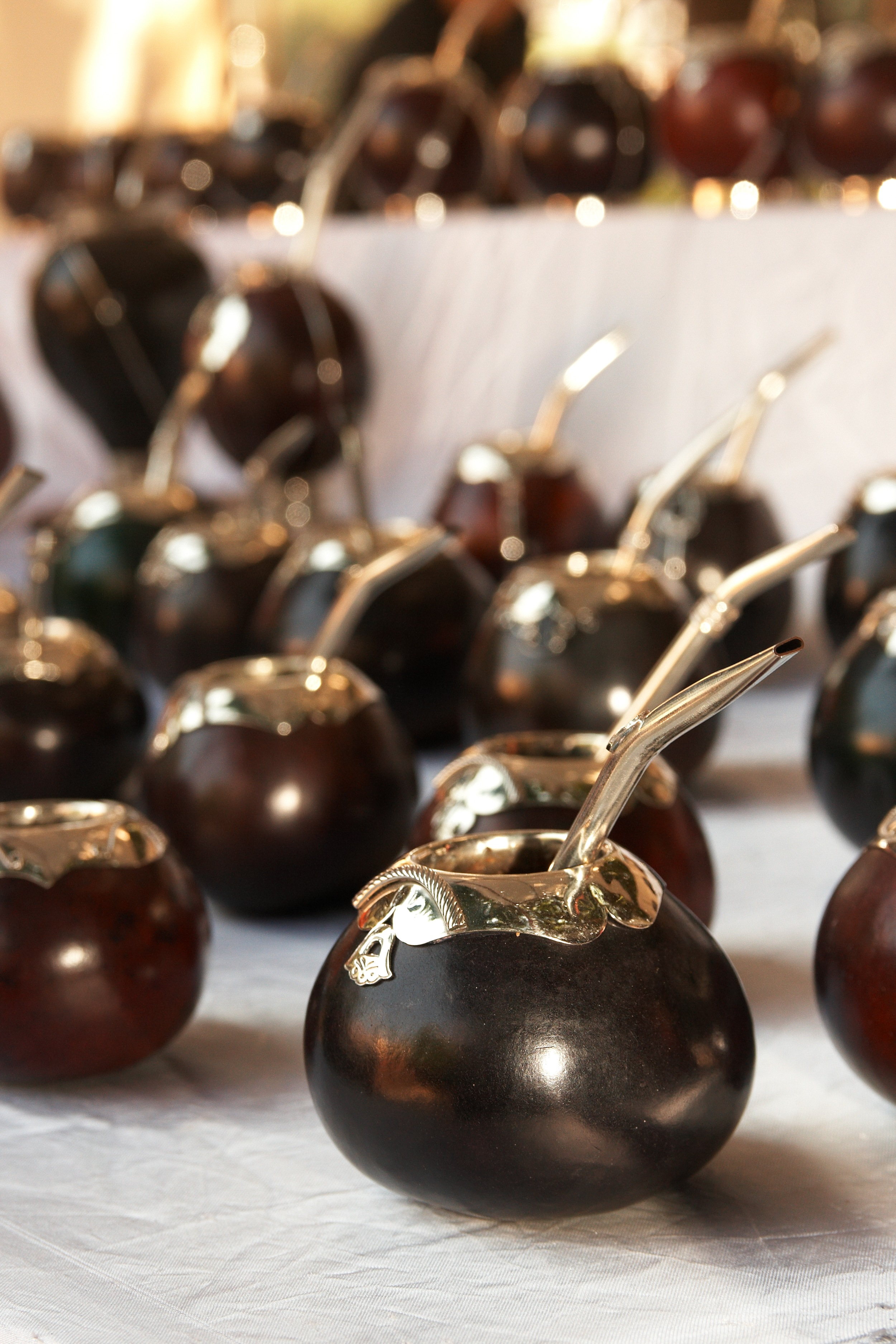
Mate con boca en la región proximal.
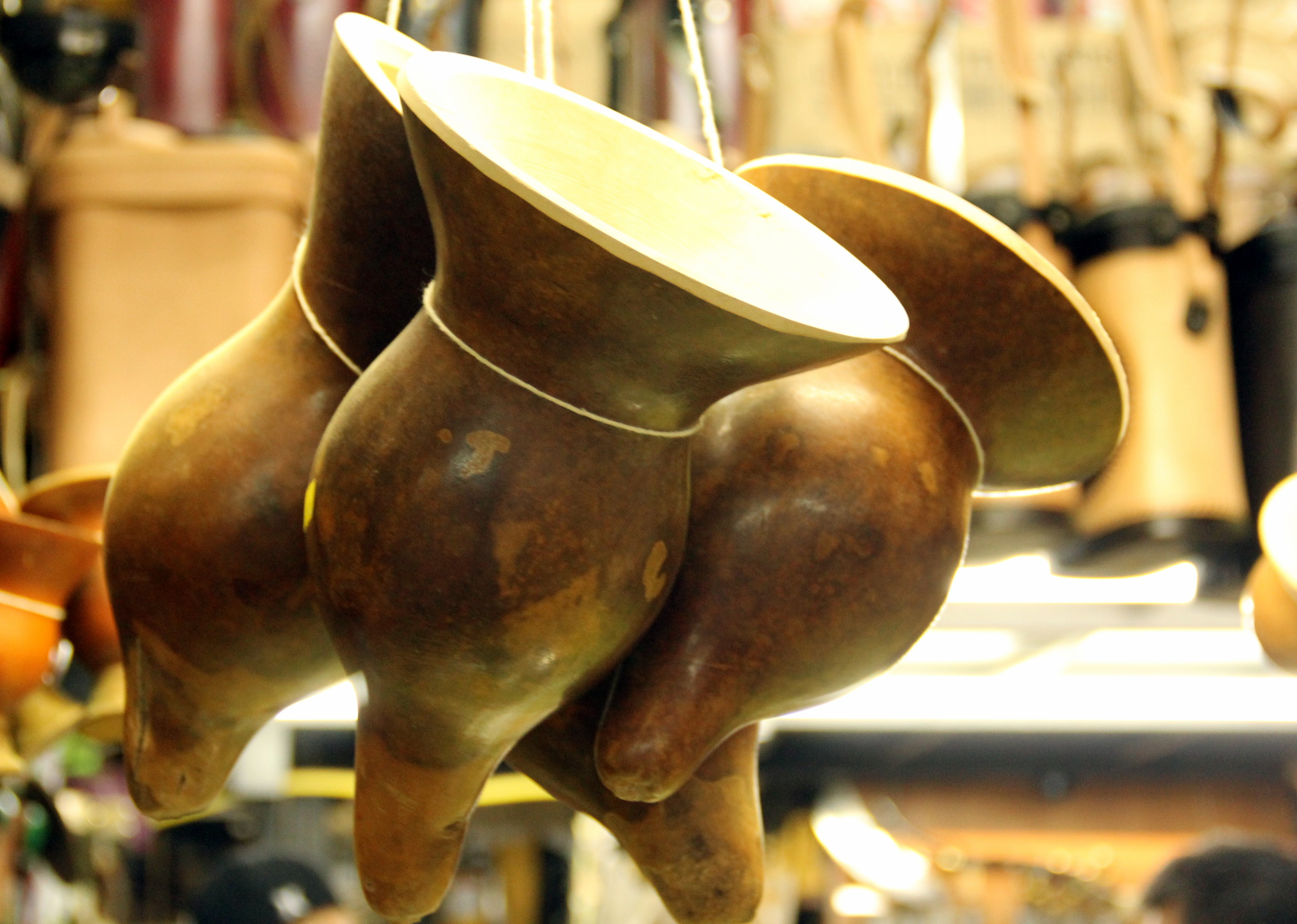
Mate con la boca que eliminó la región distal.
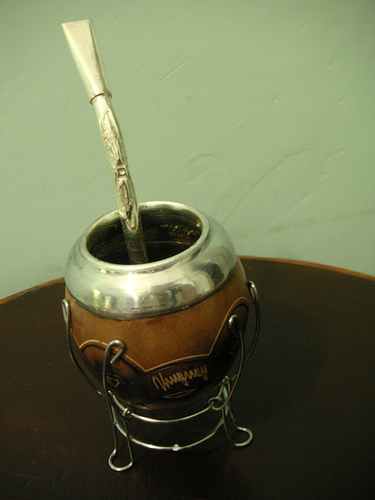
Soporte de patas metálicas.

Una versión rudimentaria es el «mate de caña» o «mate de tacuara» realizado con piezas de caña de azúcar cortadas y pulidas, aprovechando las secciones naturales de la caña como base del recipiente. Si bien pueden poseer tallados decorativos, suelen ser más sencillos. También en ámbitos rurales especializados en la ganadería, son característicos los «mates de asta» (también conocido como «guampa») y los «mates de pezuña», fabricados con dichas partes del vacuno, ahuecadas y tratadas aprovechando las cualidades de los huesos del animal.

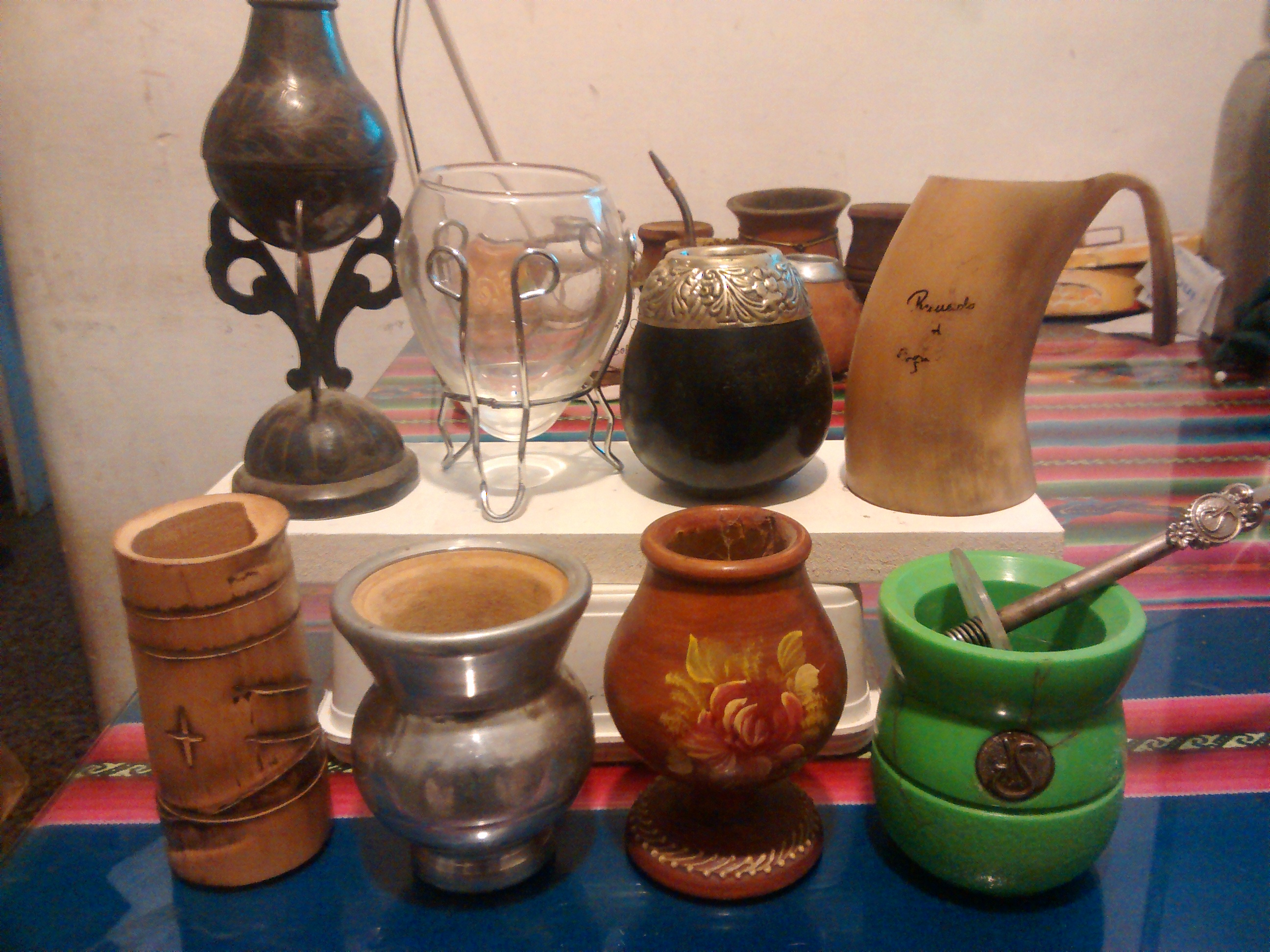
Diferentes tipos de mate.

Además del recipiente de calabaza, otra variante mayoritaria es el «mate de madera», trabajado generalmente en palo santo, algarrobo, ñandubay, o quebracho; se recomienda usar maderas duras y estacionadas, y materiales resistentes, tratados para que no sufran la acción de las termitas o de otros insectos, que pueden estar ocultos en la pieza trabajada, y que se hacen visibles tardíamente, cuando atraviesan las paredes del recipiente. Esta variante del mate se presenta tanto con la madera dejada a la vista, en crudo o pulida y pintada, como en versiones revestidas en metal o en cuero. Algunos artesanos aprovechan variedades más exóticas de maderas para trabajar piezas de lujo.

#### Otros materiales no tradicionales
Existen ciertos mates  (recipientes) no tradicionales hechos de materiales no tradicionales como: los de vidrio, los de cerámica, los de tacuara ancha, los de metal, guampa (cuerno), mármol, etc. Además, existen mates fabricados en Rusia con madera de tilo siberiano.
Ya en tiempos virreinales era preferido entre las clases más pudientes el «mate metálico», que en sus versiones más lujosas estaba realizado en plata labrada artesanalmente. Algunas variantes incluyen una bombilla ya adosada como parte del recipiente, y un pie trabajado como parte de la pieza. En el Río de la Plata existe un mercado de platería que incluye el mate entre los trabajos realizados más tradicionales. Por el contrario, en Paraguay el mate metálico es muy común, se realiza en aluminio y copia la forma de la guampa o cuerno de la vaca; y para proteger las manos del calor del metal, suele estar forrado en cuero.
Existen innumerables versiones menos generalizadas del recipiente para mate. Una variante económica es el «mate jarrito», un sencillo vaso metálico esmaltado con una o dos asas, necesarias para evitar quemaduras, ya que el material es altamente conductivo del calor. Suelen ser pequeños y utilizados personalmente, ya que la poca cantidad de yerba que pueden recibir es insuficiente para una mateada grupal. Otra versión más urbana del recipiente es el «mate cerámico» realizado en cerámica esmaltada, material con una aceptable aislación térmica, aunque se trata de una variante poco utilizada y que suele fabricarse con inscripciones, dibujos o leyendas tanto de publicidad como relativas a algún evento o festejo.
Por último existen los «mates de plástico», aunque este material suele ser rechazado por los bebedores más conservadores. Existen tanto mates con doble fondo, pensado para mejorar la aislación térmica debido al poco espesor de las paredes de plástico, como el «mate listo»: un termo plástico que incluye una cavidad para colocar la yerba con una bombilla incorporada y fija para beber directamente del termo. Una variante de los mates sintéticos es más reciente y fue diseñada en silicona blanda.

### Curado del recipiente
Los recipientes cuando son de calabaza o de madera se deben curar antes de usarse, para no transmitir a la bebida sabores extraños y evitar la formación de malos olores. El curado del mate se prolonga durante toda la vida útil del recipiente, se dice que «el mate se cura cebando».
Existen muchas formas de hacer el curado.
Primero se lava la calabaza una y otra vez utilizando solo agua caliente, sin agregar nada más, hasta que no haya quedado resto de ninguna sustancia, tierra, olor, color o sabor en el agua residual.
Después se deja el mate preparado por un tiempo antes de usarse por primera vez. Se llena la calabaza con yerba ya usada y se lo deja reposar generalmente entre 24 horas a 5 días para después repetir una vez más el proceso, retirando la yerba, pero sin enjuagar.
Se vuelve a colocar yerba usada para dejarlo un día más, quedando así curado el mate, a menos que no se esté conforme con el aroma que adoptó, para lo cual se puede repetir la última operación una vez más.
Se raspa bien el fondo para retirar los restos de materia orgánica.
Otra forma de curar la calabaza es directamente con brasas ardientes por dentro y después lavarla.
La bombilla también necesita un proceso previo antes de usarla: se la debe hervir durante 10 minutos en agua con 3 cucharaditas de bicarbonato de sodio.

### Cebado
El acto de agregar agua a la infusión se denomina «cebar mate».
La tarea del cebador o cebadora es mantener el mate esplendoroso durante toda la cebada. Es por eso que se utiliza el término cebar y no servir, ya que cebar significa alimentar, fomentar, mantener algo en funcionamiento y sustentarlo, listo para su uso.
La forma de mojar la yerba es fundamental para que el sabor sea bueno.
No se debe mojar toda la yerba. Primero se debe echar el agua cerca de la bombilla y luego ir mojando el resto. Algunos para cebar encostan un poco la yerba como para dejar un hoyo para echar allí el agua de modo que sea menos amarga y que no pase por la bombilla restos de yerba mate.
De esta manera se comienza a mojar justo en el pozo que forma la bombilla. Un buen cebador nunca deja que se tape la bombilla. Una forma de evitar que la bombilla se tape es introducirla en azúcar la primera vez antes de colocarla. Algunas personas endulzan así solo el primer mate. La yerba se humedece siempre desde el fondo hacia arriba.
Nunca dejar pasar mucho tiempo entre una cebada y la otra.
Con cada cebada se moja un poquito más de yerba antes seca, para mantenerlo gustoso.
El agua no debe ser mucha, apenas moja la yerba, nunca se llena el mate de agua ni flotan los palillos.

## Lenguaje del mate
El lenguaje del mate es un sistema de señales tácitas que se hacen tradicionalmente cuando se bebe mate en el Cono Sur. Debe evitar confundírsele con el vocabulario referido al mate.

### Matear
«Matear», es decir, tomar mate en «rondas de mate», es toda una ceremonia con un específico «lenguaje del mate», aunque ―como en todo lenguaje― pueden darse variaciones según el contexto y la región.
Aunque en Argentina y Uruguay es común la frase «un mate no se le niega a nadie», se verá que tal expresión no es absoluta.

### Ensillar el mate
Ensillar el mate es el acto de sacarle un poco de yerba usada (no toda) y agregarle un poco de yerba nueva. Con esto se logra que el mate mantenga el sabor un poco más de tiempo (si es que uno no quiere volver a prepararlo completo).

### Mate del sonso
El mate inicial que se entrega primero a una persona en una ronda de mate es llamado «mate del sonso» (zonzo: ‘tonto’) ya que se considera a tal mate como demasiado fuerte y aún sin el gusto o aroma apropiado, generalmente lo toma el cebador mismo, o se lo descarta. En Paraguay (aunque generalmente en relación con el tereré), al descartar el primer mate, es común decir que está reservado a Santo Tomás haciendo referencia al fenómeno por el cual la yerba absorbe el agua inicial, como si algún espíritu invisible lo estuviera consumiendo (tomando).

### Dar gracias
En Argentina, Bolivia, Brasil, el sur de Chile, Paraguay y Uruguay, no se le agradece al cebador cada mate. Cuando una persona dice «gracias» en el momento de devolver el mate al cebador, quiere decir que ya no seguirá tomando.

### Mate del estribo
El último mate que se bebe, se le denomina de este modo porque los gauchos lo bebían tras una ronda de mate antes de marcharse montados a caballo, por este motivo el mate del estribo es el realizado de un modo apurado aunque con todos los recaudos de un buen mate.

### Formas de ofensa al cebar
Es grave ofensa que en una ronda de mate el cebador o cebadora omita o «puentee» a alguien, tal persona omitida (o «ninguneada» o «puenteada» o «castigada una vuelta») en el lenguaje del mate se considera como totalmente despreciada. 
En gran parte del campo argentino y uruguayo, se acostumbra a que cebe el mate el propietario del mismo. Se considera ofensivo cebar mates ajenos sin permiso.
En Paraguay el menor del grupo debe cebar el mate o tereré, y la primera cebada debe tomar santo Tomas, el santo patrono del tereré. Se llena bien la guampa con el agua y se espera a que la yerba absorba casi todo el líquido. Allí se dice que Santo Tomás ya “bautizó" la bebida y que se puede proceder a tomar. Se considera una ofensa que el menor del grupo tome la cebada luego del "bautizo" por santo Tomas por lo que debe ofrecer primero al mayor del grupo.
Dejar hervir el agua y ofrecer el mate demasiado caliente es una conducta ofensiva (se toma más o menos caliente dependiendo de la región), ya que el convidado se quema, así como en algunas regiones es ofensivo recibir a alguien sin ofrecerle mate en absoluto. En la canción argentina "Mirta, el regreso" (de Adrián Abonizio), que popularizara Juan Carlos Baglietto en 1982, se entiende que el hombre que vuelve no es bien recibido, entre otras señales, porque no se le ofrece mate aunque se le haga pasar.
Un gesto de rechazo hacia alguien puede ser ofrecer ostensiblemente el mate con la bombilla apuntando «hacia atrás» (en dirección opuesta a quien va a recibir ese mate) para esto existe la expresión gauchesca: «Con bombilla hacia atrás, pa’ que no volvás».
Mate chorreado o mate llorón, cuando se sirve la calabacilla o el porongo (el recipiente del mate) rebalsado exteriormente por gotas de la infusión del mate, significa apuro para que se vaya la visita convidada con tal mate.
Se puede considerar de parte del invitado una grave ofensa cebar el mate con agua fría, como decía Martín Fierro:

Cuando mozo jué casao,
aunque yo lo desconfío,
y decía un amigo mío
que, de arrebatao y malo,
mató a su mujer de un palo
porque le dio un mate frío.

### Mate largo
Se llama «mate largo», «alargar el mate» o «dormir el mate» cuando alguien retiene por un tiempo relativamente prolongado el mate antes de entregarlo a la persona que está cebando.
Otro uso que se le da a mate largo es que el mate tarda mucho en ser bebido y devuelto debido a que el mate tiene poca yerba y mucha agua, o el recipiente es demasiado grande. El cebador puede preparar y cebar un mate largo a propósito, como dice en la milonga de José Larralde, Mi viejo mate galleta:

En tu pancita verdosa
cuántos paisajes miré
cuántos versos hilvané
mientras gozaba tu amargo
cuántas veces te hice largo
y vos sabías por qué.

## Vocabulario
- «Agua cruda»: el agua calentada a punto para preparar un mate, esto suele ser entre los 60 a 80 °C, en la pava (o caldera) esto se hace notar cuando comienza a «chiflar» echando algún vapor y se forman pequeñas burbujas de aire en el fondo del recipiente.
- «Agua quemada»: el agua que ha entrado en punto de ebullición (usualmente a 0 m s. n. m., la temperatura de hervor es a los 100 °C).[84] Se suele llamar: «mate de gurí» (mate de niño), «mate quemado» o «mate hervido».
- «Amargo»: el mate sin endulzado, por extensión tal término es utilizado ocasionalmente como sinónimo de la acción de matear; más común en pocas partes de Argentina, y especialmente en Paraguay, Uruguay y sur de Brasil. Con mayor frecuencia: «tomar unos amargos», esta acción solo indica tomar mate del tipo amargo.
- «Bostear y ensillar»: método utilizado cuando el mate está lavado; se refiere, primero, a sacar aproximadamente 1/3 de la yerba ya usada e introducir, luego, nueva, a fin de que el mate retome el gusto.
- «Calabaza»: término utilizado en algunas partes para designar al vaso o recipiente en el que se sirve el mate.
- «Cebadura»: yerba necesaria para rellenar una vez el mate.
- «Cebar»: es la acción de echar agua a la temperatura adecuada en el mate, sobre la yerba.
- «Dar vuelta la bombilla» o «[bombilla] dada vuelta»: dícese de la acción de cambiar la bombilla a una posición opuesta a la original, conservando el gusto por más tiempo.
- «Lavado»: es una característica del mate, se refiere a cuando la yerba pierde el gusto por haber sido utilizada ya por cierto tiempo o haber sido cebado cierta cantidad variable de veces. Por ejemplo: «Este mate está lavado».
- «Mate de gurí» (en Argentina: mate de niño)[cita requerida] al poco gustoso ya que está preparado con «agua quemada» es decir: agua que ha llegado a hervir.
- «Matera»: tipo de bolso donde se puede llevar el mate junto al termo, de tal manera que permanezcan en posición vertical para que así no se caiga ni la yerba ni el agua caliente. Este término es utilizado especialmente en Uruguay; en Argentina se lo conoce también como «termera» o «portatermo».
- «Matera» se llama también a una habitación ubicada junto a un galpón o separada de la casa, en que los gauchos se juntan a tomar mate o a almorzar. Suele estar escasamente amueblada, aunque dispone de un fogón o chimenea para calentar agua para el mate y asar carne. También se usa para alojar trabajadores temporarios.
- «Piscina», «empantanado», «palangana» o «sopa»: dícese cuando el agua tapa completamente la yerba.[85]
- «Montículo» o «montaña»: se refiere a la yerba remanente del mate, para ser usada en la acción «dada vuelta» con yerba no usada, mantener el montículo permite tener un mate que dure más tiempo sin lavarse.[85]
- «Bombilla tapada» o «mate tapado»: en referencia a la dificultad o bien a la imposibilidad de succionar por la bombilla.

## Variantes de la infusión

### Mate amargo
En algunas partes del Cono Sur se prefiere beber mate amargo, especialmente en Paraguay, Uruguay, sur de Brasil, Argentina y Bolivia (departamento de Tarija y el Gran Chaco). Es la forma más habitual de tomar mate. También se lo conoce como cimarrón (chimarrão, en Brasil).

### Mate dulce
La diferencia con el mate amargo consiste en que en cada cebada se incorpora azúcar a gusto del bebedor. Esta forma de preparación es muy difundida en algunas regiones de Bolivia, en el Chaco de Santa Cruz, en Chuquisaca y en el departamento de Tarija. En Argentina, como en la provincia de Santiago del Estero, capital de Córdoba, Cuyo, Región metropolitana de Buenos Aires, entre otros. En Chile, esta forma de preparación del mate está difundida mayoritariamente en zonas rurales. La cucharadita de azúcar o miel debe caer al borde de la zanja que forma la bombilla en la yerba, no por todo el mate. Una variante es endulzar solo el primer mate para cortar el amargor del primero, suavizando así los posteriores.
En el dulce también suelen agregarse edulcorantes artificiales, tanto por problemas de salud como la diabetes, como por gusto. Como endulzante alternativo es preferible la natural ka'á he'é (Stevia rebaudiana), que es una de las hierbas cuyas hojas se agregan para dar un toque dulzón. Se usa principalmente en el Paraguay. En Perú está difundido en zonas rurales, y se prepara con coca o dulce estilo a té con rodajas pequeñas de limón o naranja.
La calabaza donde se toma mate cimarrón no se usa para consumir el dulce, ya que existe la tradición de que el sabor del azúcar perjudicaría su posterior utilización para cebar mate amargo, se dice que se estropea el sabor del mate.

### Mate de leche
La diferencia con el mate amargo es que en lugar de cebar con agua, se lo hace con leche y azúcar. Esta variante tiene la desventaja de no poder limpiar fácilmente la bombilla y el mate, por eso suelen utilizarse unos distintos a los de las variantes tradicionales. En el Paraguay, también se acostumbra a cebar lo que allí se denomina «mate dulce», que se prepara con leche caliente endulzada (o con azúcar dorada), cambiando la yerba por coco rallado, o poniendo primeramente yerba y sobre ella coco rallado.

### Mate con otras hierbas
Es posible adicionar otras hierbas («yuyos») a la infusión (tanto al agua con que se ceba el mate como directamente a la yerba mate) para darle un sabor diferente o con fines medicinales. Es común el agregado de hierbas con propiedades digestivas o sedativas, por ejemplo: coca, peperina, poleo, melisa, toronjil, menta, cola de caballo, congorosa (que disminuye la acidez PH del mate), incayuyo, té de burro, ajenjo, carqueja, anís, etc.
En el Paraguay esta bebida se consume casi en un 90 % con hierbas o yuyos medicinales nativos de la región, que los indígenas guaraníes ya conocían y utilizaban. La variedad de hierbas adicionadas es amplia, comprendiendo anís, ajenjo, sen, semillas de lino, boldo, manzanilla, jaguareté ka'a, hojas de eucalipto, hojas de menta, suico, siempre vive, azafrán, caña brava, pynó gusú rapó, doradilla, urusu he’ê, borraja, limón sutíl, malva, yate’i ka’a y otras.

### Mate de té
El mate de té, es considerado otra variante del mate dulce; no se realiza con yerba mate y es muy común en la provincia de Entre Ríos y Uruguay y muy popular entre los chicos y adolescentes. Como su nombre lo indica, se prepara con té (negro generalmente) y limón como ingredientes principales; no se usa la calabaza del mate, sino algún recipiente similar a una taza (ya que existe una tradición que dice que el mate dulce y con té estropearía el sabor de la calabaza), lo que tienen en común es que sí se utiliza bombilla. Opcionalmente se pueden agregar una gran variedad de ingredientes, siendo populares algunos «yuyos» o hierbas como, por ejemplo, menta, cedrón, boldo, tilo, manzanilla. También es popular agregar algunos otros aditivos como cáscaras de naranja o rodajas de esta misma fruta, trozos de manzana, coco rallado (Influencia paraguaya), o incluso hay quienes gustan de agregarle cáscara de banana (Influencia brasilera), entre otros. Una vez seleccionados los ingredientes y colocados en la taza se agrega el agua caliente acompañando cada cebada de azúcar (o algún edulcorante si se prefiere). Es tradición para este tipo de mate el tomarlo en las «siestas» durante el invierno, debido a que el agua es un poco más caliente que el mate tradicional (entre 80 y 90 °C) y debido también a las propiedades digestivas del té con limón y de los «yuyos» normalmente utilizados.
El mismo no guarda ninguna relación con la yerba mate. Lo que sí tiene en común es el compartirlo, el agua caliente y la bombilla.

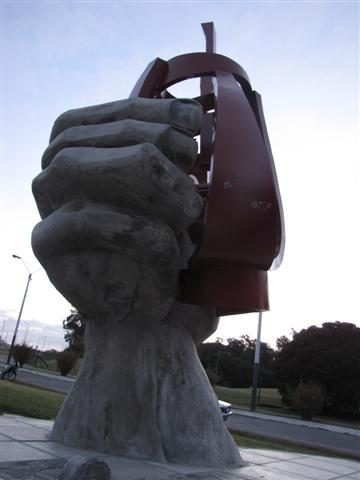
Monumento al Mate en el Departamento de San José, Uruguay.

### Tereré
El tereré (palabra de origen guaraní) es una bebida tradicional, de amplio consumo en Paraguay y algunas provincias argentinas (las del nordeste y Entre Ríos)
Es tradicional de Paraguay donde es considerado un icono cultural y declarado como patrimonio cultural inmaterial de la humanidad por la Unesco.
Una forma de tereré, consistente en una mezcla de agua bien fría con yerba mate, remedios refrescantes naturales (hierbas medicinales) y hielo. Como hierbas suelen emplearse la menta (Mentha arvensis), la menta peperina, el cedrón (Aloysia triphylla), burrito, el kokú (Allophylus edulis), la cola de caballo o
las cáscaras de limón.
La otra forma de tereré consiste en poner en un recipiente de metal tres dedos de altura de yerba mate y hielo. Preparar en una jarra o termo jugo de diversos sabores naranja, lima, limón con abundante hielo y cebarlo.
La yerba mate es puesta en maceración en agua fría y proporciona una bebida agradable por su efecto refrescante, especialmente en jornadas con altas temperaturas, evitando así los inconvenientes del mate hervido (cocido). Esta modalidad es también utilizada en la región pampeana de Argentina.

### Mate cocido
El mate cocido (chá mate, en portugués) es una infusión. La yerba mate se hierve en agua, se cuela y se sirve en una taza. Es una bebida que reemplaza al café en el desayuno o la merienda. Se consume en Bolivia, Argentina, Brasil, Paraguay y Uruguay. Varias empresas ofrecen yerba mate envasada en saquitos, similares a los de té, o aún mate cocido en forma soluble. En Paraguay se consume culturalmente el mate o el tereré con plantas medicinales como uñas de gato, raíz dientes de León, etc.

### Mate de coco
El mate de coco, llamado mate dulce en su país, es una bebida tradicional de Paraguay. Se prepara a base de leche, azúcar quemada y coco rallado o triturado. No es igual al mate dulce del nordeste argentino, que emplea yerba mate con azúcar. Para su preparación se requiere caramelizar el azúcar a fuego lento con el agregado de la leche. Puede consumirse con canela o cáscara de naranja tostada. Junto con el mate cocido, es de las infusiones más tradicionales, y solo este tipo de mate es acompañado con galletitas, medialunas, y chipa cuerito, entre otros. Otras formas de elaboración pueden incluir la leche desnatada y edulcorante. Puede acompañar al coco rallado ingredientes claves como el mbocayá o el maní molido. Se consume en épocas de frío y existen variedades de mate dulce en la cocina paraguaya: los más conocidos son los que tienen canela, vainilla, anís o porciones de miel.

### Gaseosa
Durante el siglo XX en diversas ocasiones algunas empresas elaboraron de bebidas gaseosas basadas en la yerba mate, aunque hasta el momento el éxito ha sido poco significativo. La primera marca que lanzó el sabor mate en Argentina fue Gaseosas Ricky en los años sesenta. Otras marcas fueron Che Mate, que San Isidro Refrescos presentó en 2002, y Harlem Mate, cuyo sabor era a mate lavado, frío y con gas. En noviembre de 2003 Coca-Cola Argentina lanzó la marca Nativa, en la que invirtió 4 millones de pesos (1,4 millones de dólares estadounidenses). Nativa no alcanzó los objetivos comerciales previstos (vender unos cuatro millones de litros al año) y fue retirada del mercado.
La explicación más probable de la poca aceptación de estas bebidas se debe, quizás, al hecho de estar impuestas en los consumidores como gaseosas estimulantes las llamadas "colas"; y a que en cuanto al mate, la población del Cono Sur ha sido y sigue siendo de gustos tradicionalistas.
Existen gaseosas de mate en países como Estados Unidos, Alemania y Cuba; en este último, Ciego Montero es una marca que también se vende en la variedad de sabor a mate. En Alemania, existe la gaseosa Club Mate, basada en la hierba mate; es muy popular entre los jóvenes desde comienzos de siglo XXI, especialmente entre estudiantes y hackers, y a veces se le llama "Hackerbrause" ("gaseosa de hackers"). Otra gaseosa basada en el mate es MateO, inventada por el argentino Enrique Zanoni, con bastante éxito en el verano de 2015 en París.

### Mate refrescante
En algunos cafés de París y en Brasil se ofrece mate cocido frío en recipientes desechables. En francés se le denomina «maté».
En los años cincuenta en Río de Janeiro una de las bebidas más populares era el mate cocido helado, preparado en forma casera y comercializado por vendedores ambulantes en las playas. El popularmente conocido «té brasilero» comenzó a ser producido de manera industrial. La primera empresa en hacerlo fue Leão Junior S. A., que introdujo en el mercado el producto «Matte Leão pronto para beber». Actualmente la empresa elabora su producto en envases de 0.3, 0.34, 0.5 y 1.5 litros en distintas versiones de sabores: natural, limón, durazno (melocotón), manzana y diet.
En 2009 el CADE (Consejo Administrativo de Defensa Económica), la división antimonopolio del Ministerio de Justicia de Brasil, aprobó la compra de Leão Junior S. A. por parte de la empresa Coca-Cola. El proceso de adquisición había comenzado en marzo de 2007. La fusión fue aprobada a condición de que Coca-Cola cediera su participación en la empresa BPW, consorcio con Nestlé fabricante de la marca de tés fríos Nestea.

### Mate sirio
El mate fue llevado a Siria por árabes que vivieron muchos años en Argentina y retornaron a su país de origen durante el siglo XX. Habrían llevado también la costumbre de agregar azúcar al mate. Así, en el sur de Siria, en la región de Daraa, así como en el Norte, en Latakia, es muy popular la ingestión del mate, pero de una forma distinta a como se lo consume en el Cono Sur. Utilizan un pequeño vaso de vidrio (de los que se usan también para el té) con yerba mate hasta la mitad y una pequeña bombilla. No comparten el vaso. Para cada bebedor debe haber un vaso distinto (esta es una gran diferencia con respecto a la tradición del mate en Sudamérica, donde en general el mate es compartido).
Cargan agua caliente y una cucharadita de azúcar y lo revuelven. La pava de agua caliente está disponible en el centro de la mesa. Cada vez que renuevan el agua adhieren una nueva cucharadita de azúcar. La yerba es fácilmente encontrada en las despensas de Daraa, y son, mayoritariamente, de origen argentino y paraguayo, con etiquetado en idioma árabe.

### Cerveza de yerba mate
El fabricante brasileño de cervezas Dado Bier lanzó al mercado la primera cerveza con yerba mate, bajo la denominación comercial Ilex. Además de yerba mate, contiene lúpulo, agua mineral, fermentos y una mezcla de maltas. Posee un color verdoso, baja fermentación y una graduación alcohólica media (7°).[cita requerida]